# Thomas y sus amigos
Thomas y sus amigos (en inglés Thomas & Friends y anteriormente Thomas the Tank Engine & Friends), es una serie infantil animada británica, emitida por primera vez por el canal ITV el 9 de octubre de 1984 en el Reino Unido. Está basada en la serie de libros The Railway Series creados por el reverendo Wilbert Awdry. Trata de las aventuras de un grupo de locomotoras y vehículos antropomorfizados que viven en la ficticia isla de Sodor. Los libros se basaron en las historias que Awdry le contaba a su hijo Christopher para entretenerlo mientras se recuperaba de la sarampión. Gran parte de las historias están basadas en eventos de la experiencia personal de Awdry.
En los Estados Unidos se transmitió por primera vez en la cadena Public Broadcasting Service el 29 de enero de 1989 (como una sección de Shining Time Station).
En 1980, los derechos televisivos de la serie fueron vendidos a Britt Allcroft, quien comenzó a producir los capítulos para la televisión. Se estrenó en las ondas a las 8:00 de la mañana el 5 de junio de 2000 en Nick Jr. en los Estados Unidos. Ha contado entre sus narradores a Ringo Starr (1984-1986 en el Reino Unido, también narró las versiones estadounidenses de las temporadas 1-2 para Shining Time Station 1989-90), Michael Angelis (1992-2012, en el Reino Unido), George Carlin (1991-96, Estados Unidos también narró las versiones estadounidenses de las temporadas 1-2), Alec Baldwin (1998-02, Estados Unidos), Michael Brandon (2004-2012, Estados Unidos, también narró algunos episodios de la temporada 6 para transmisiones de la temporada 8 en vez de usar la narración de Alec Baldwin), Pierce Brosnan (2008, solo en "El gran descubrimiento", Reino Unido y Estados Unidos) y Mark Moraghan (2013-2017, Reino Unido y Estados Unidos).

## Formato y animación
Cada episodio consiste en una historia de 4 minutos y medio (hasta la séptima temporada), de 7 minutos (desde la octava temporada hasta la duodécima temporada), y finalmente de 8 minutos con 45 segundos (decimotercera temporada al presente), contada por un narrador heterodiegético.
La serie es animada usando modelos reales en miniatura. Las locomotoras y demás vehículos se mueven, pero las personas y animales generalmente permanecen estáticos. La técnica del stop-motion es frecuentemente usada para las secuencias en las que los personajes humanos o animales aparecen en movimiento. En la temporada 12 se añadieron efectos en CGI a las caras de los personajes. Las personas y los animales también fueron actualizados a este formato.
El uso de narrador no hace necesaria la movilidad de la boca de los personajes cuando hablan (se mueven a partir de la duodécima temporada). Sin embargo, los ojos de estos sí se mueven mediante el uso de mecanismos de control remoto (Hispanoamérica) o mando a distancia (España). Las caras de los personajes están esculpidas en espuma de caucho. Los modelos fueron inicialmente construidos a escala 1:32, conocida en ferromodelismo como "Escala 1" (véase "Tren eléctrico"), y usan chasis elaborados por la juguetera alemana Märklin. Además del mecanismo que permite el movimiento de los ojos de los personajes, sus cuerpos incluyen generadores de humo.
En la temporada 12 dado a la introducción del CGI se produjeron solo 20 episodios de la media de 26 de las temporadas anteriores, dado al elevado coste de filmar con los modelos y emplear el CGI.
A partir de la temporada 13 todos estos mecanismos fueron retirados con el uso de imágenes generadas por ordenador.

## Historia de la serie
En 1953 hubo un intento de adaptar la serie. Se produjo un piloto adaptando la tercera historia del libro The Three Railway Engines (Las Tres Locomotoras ferroviarias en español), The Sad Story of Henry (La Triste Historia de Henry/El Orgullo de Henry en español) que salió en vivo por BBC pero resultó ser un fracaso debido a que hubo un problema durante la filmación: antes de llegar al túnel, el modelo de Henry se descarriló a un costado de la vía a causa de que no se cambiaron las agujas a tiempo, por lo cual, como la escena era en vivo y no se podía cortar, se dejó ver la mano de un miembro del estudio de grabación que lo volvió a colocar en la vía.
El piloto está perdido y la serie en ese momento fue cancelada.
En 1976 hubo otro intento de adaptar la serie haciendo que fuera musical, posiblemente adaptando alguna historia del libro Thomas The Tank Engine (Thomas la Locomotora a Tanque en español) pero fue cancelado en 1977.
A fines de los 70, los derechos de la serie fueron vendidos a Britt Allcroft, ella iba a cualquier estudio de grabación a ver que clase de animación se usaría para la serie: Animación Clásica, Stop Motion, Plastilina o CGI. Después de conocer a David Mitton se decidió que se usaría la Animación del Modelo de Acción Real.
En el año 1983 se empezó a rodar un episodio piloto de prueba que nunca salió al aire de lo que conocemos como “Thomas y sus amigos” adaptando la tercera historia del libro Gordon the Big Engine (Gordon la gran locomotora en español), Down the Mine (En la mina en español). Dirigido por Britt Allcroft y David Mitton, al instante Wilbert Awdry quedó impresionado, dando luz verde al proyecto (y un año más tarde el episodio se volvería a grabar como el capítulo 25 de la primera temporada del programa).
Las dos primeras temporadas (1984-1986) tuvieron argumentos basados casi por completo en las historias de The Railway Series. 
La primera temporada, que tuvo 26 episodios, se estrenó en el Reino Unido el 9 de octubre de 1984 por la ITV y concluyó el 8 de enero de 1985; en Estados Unidos se estrenó el 29 de enero de 1989 en la PBS y concluyó el 25 de noviembre de 1990; y en Latinoamérica el 5 de agosto de 2002 en Discovery Kids en bloques de 3 capítulos y 3 canciones cada uno. Cabe destacar que en Latinoamérica se transmitieron los episodios ordenados al azar de las primeras cinco temporadas de la serie entre 2002 y 2006.
El primer doblaje latinoamericano de la serie fue de la serie hecha para el público estadounidense Shining Time Station transmitido por el desaparecido canal zaz en México, presumiblemente en el extinto estudio de doblaje Audiomaster 3000 lamentablemente este primer doblaje se encuentra parcialmente perdido, el segundo doblaje se transmitió por
Discovery kids de la temporada 1 a la 12 y se dobló en Palmera Records (Ciudad de Buenos Aires, Argentina).
La temporada 2, contó también con 26 episodios, se estrenó el 24 de septiembre de 1986 y concluyó el 17 de diciembre del mismo año.
En esta temporada hubo un episodio planeado y se grabaron algunas escenas adaptando las primeras 2 historias del libro The Twin Engines (Las Locomotoras gemelas en español) (un poco de la primera historia y toda la segunda historia): Hullo Twins y The Missing Coach nombrándose el título de la segunda historia (El Vagón perdido en español) que hablarían de la historia de cómo Donald y Douglas vinieron a Sodor pero este episodio fue cancelado en el medio de la filmación y reemplazado por Doble problema debido a que según Britt Allcroft, ese capítulo resultaría muy difícil de entender para el público infantil (la escena donde los gemelos intercambian carboneras sería muy difícil de entender para el público infantil).
Aunque esté cancelado, el primer clip de De nuevo en acción y los primeros 2 clips de Donald y Douglas se filmaron originalmente para este episodio.
La tercera temporada se estrenó el 19 de noviembre de 1991 y concluyó el 14 de julio de 1992, también tuvo un episodio planeado llamado Gordon Goes Foreign (Gordon va al extranjero en español) pero fue cancelado debido al presupuesto para grabarlo; además, la temporada tuvo un costo de 1,3 millones de libras esterlinas,
La cuarta temporada se estrenó el 23 de septiembre de 1995 y concluyó el 20 de noviembre del mismo año, tuvo  26 capítulos y fue una combinación de episodios derivados de los libros originales, de la revista Thomas the Tank Engine and Friends Magazine y de historias creadas a propósito para la serie televisiva. Hubo dos razones para introducir variaciones respecto a los libros originales: primero, las numerosas historias que aún no se habían adaptado presentaban una cantidad importante de nuevos personajes, lo que haría más costosa la producción de la serie; y en segundo lugar, los productores querían más historias enfocadas en Thomas, el protagonista que daba nombre a la serie. El reverendo W. Awdry se quejó de que los nuevos relatos eran poco reales y desapegados del espíritu de los libros.
La cuarta temporada (1995) estuvo casi completamente basada en The Railway Series, y fue la última temporada en seguir los libros más o menos fielmente. Las locomotoras de vía estrecha fueron introducidas, incrementando enormemente el número de historias que podían producirse y tuvo 26 episodios.
Desde la quinta temporada de 1998 en adelante las historias fueron cien por cien originales. Constó de 26 capítulos. Se estrenó el 14 de septiembre de 1998 y concluyó 19 de octubre del mismo año.
En el año 2000, se lanzó el primer largometraje de Thomas y sus amigos en la gran pantalla, llamado Thomas y el ferrocarril mágico, que contó con los modelos. Los personajes fueron interpretados por actores. Britt Allcroft se encargó de darle voz a Lady.
La película se estrenó el 14 de julio de 2000 en el Reino Unido e Irlanda, y el 26 de julio del mismo año en Estados Unidos. En Latinoamérica se estrenó el 25 de diciembre de 2006 en el canal Discovery Kids. Actualmente hay dos versiones del doblaje uno del cine/DVD y otra de la televisión.
La  temporada 6 se estrenó el 16 de septiembre de 2002 y terminó el 21 de octubre del mismo año, con 26 episodios y fue la última que llevó el nombre  "Thomas The Tank Engine And Friends", debido a como llegaba el material al estudio, esta temporada no se transmitió en Latinoamérica pero tiene 4 capítulos en español que se doblaron para DVD.
Desde la temporada 7 (2003), el título en inglés de la serie fue acortado a ''Thomas y sus Amigos tras ser comprada por HIT Entertainment (propietarios de Bob el constructor). Esta temporada se estrenó el 6 de octubre y terminó el 10 de noviembre de 2003, contó con 26 episodios y nunca se transmitió en Latinoamérica al igual que la sexta pero igual tiene 2 capítulos en español para DVD. Es posible en los doblajes en dialecto portugués tener episodios de la temporada 7 y parte de las temporadas 8 y 9 de T&F con sus críticos y fanáticos en Brasil y Portugal.
El 1 de agosto de 2004 se lanzó la temporada 8, en donde se alargaron los episodios a siete minutos, y fue compuesta una nueva canción de apertura titulada Ronda de Nombres.
Se terminaron las emisiones el 24 de octubre del mismo año.
El número de personajes fue reducido, enfocándose las historias en Thomas, Edward, Henry, Gordon, James, Percy, Toby y Emily. Comenzó a transmitirse en Latinoamérica el 15 de abril de 2006.
La temporada 9 se estrenó el 4 de septiembre de 2005 y concluyó el 25 de noviembre del mismo año; aplicó los cambios hechos en la temporada anterior. Tuvo también 26 episodios. En Latinoamérica se comenzó a transmitir en mayo de 2006.
En 2005 se lanzó ¡Llamando a todas las locomotoras!, el primer especial de Thomas producido por HIT Entertainment.
Se estrenó el 6 de septiembre de 2005 en Estados Unidos, en Reino Unido se estrenó el 3 de octubre de ese mismo año, en Latinoamérica se estrenó en abril de 2006 y después en junio de 2008 en el canal Discovery Kids, en un especial del Día del padre.
La temporada 10 fue lanzada el 3 de septiembre y terminó el 3 de diciembre de 2006. Contó con 28 episodios, dos más que las anteriores y en Latinoamérica se estrenó en junio de 2008.
La temporada 11 fue la primera en ser filmada en formato de alta definición.
Se transmitió del 3 de septiembre de 2007 al 15 de enero de 2008.
Contó de 20 episodios emitidos libremente, y de seis episodios que fueron lanzados en un DVD llamado Engines and Escapades. En Latinoamérica se estrenó el 12 de octubre de 2008 (sin fecha encontrada aun) y enero de 2009.
En el 2008 se comercializó el tercer largometraje de la serie. El gran descubrimiento.
Se estrenó primero en cines seleccionados el 5 de julio y 2 meses después llegó a DVD el 9 de septiembre de 2008 en Estados Unidos, en Reino Unido se estrenó el 6 de octubre de ese mismo año, y en Latinoamérica se estrenó en 2010 y el 21 de diciembre de 2011 en el canal Discovery Kids, en el especial navideño de ese año.
En 2008 se estrenó la temporada 12 con los modelos de las locomotoras con caras hechas en animación generada por ordenador, junto con las personas y animales. Tuvo 20 capítulos, 6 menos que las producidas anteriormente. Comenzó a emitirse en Latinoamérica en el 2010 pero fue doblada antes para DVD en 2009.
Fue transmitida entre el 1 y el 26 de septiembre de 2008.
En 2009 se lanzó el especial, "El héroe de las vías" donde la serie utilizó el formato CGI en su totalidad. Se sabe que la película iba a ser filmada con modelos a escala, pero para la base de Hiro (JNR D51) se necesitaba recalibrarlo de vías estrechas (1.067 mm) a vías estándar (1.435 mm), lo cual generaría un alto coste de producción para el modelo de Hiro, aunque las máscaras faciales de Hiro, Víctor y Kevin se emplearon para hacer las caras de las mercancías.
Se estrenó el 8 de septiembre de 2009 en Estados Unidos, y en el Reino Unido se lanzó en DVD el 12 de octubre de ese mismo año y se transmitió en TV el 7 de octubre de 2012.
En Latinoamérica se estrenó el 7 de mayo de 2010 en el canal Discovery Kids, y desde ese momento el doblaje latinoamericano cambió a México.
De las temporadas 13 a 16 (2009-2012) la serie fue animada en formato CGI por Nitrogen Studios.
La temporada 13 se lanzó el 25 de enero de 2010 con 20 episodios y fue la primera en ser totalmente realizada en formato CGI.
La Serie CGI en Latinoamérica se transmitió desde 2010, hasta 2016 en Discovery Kids y en Canal 5* se transmitió desde el 26 de noviembre del 2012.
La temporada 14 se lanzó en 2010 con 20 episodios.
La temporada 15 se lanzó en 2011 con 20 episodios.
La temporada 16 se lanzó en 2012 con 20 episodios y fue la última en realizarse con Nitrogen Studios.
A la par de estas temporadas, se lanzaron tres especiales usando el mismo formato de la serie Rescate de la Isla Misteriosa (2010).
- El primero se estrenó el 4 de septiembre de 2010 en Estados Unidos, en Reino Unido se lanzó en DVD el 11 de octubre de ese año y en TV el 28 de octubre de 2012. Día de los Diesels (2011).

- El segundo se estrenó el 24 de agosto de 2011 en Estados Unidos, y en Reino Unido se estrenó el 26 de septiembre de ese mismo año. En Latinoamérica se transmitió el 14 de julio de 2012 por el canal Discovery Kids en un especial de una hora. El Misterio de la Montaña Azul (2012).

- El tercero se estrenó el 3 de septiembre de 2012 en Reino Unido, y en Estados Unidos se estrenó el 27 de diciembre de ese mismo año. En México se transmitió por Canal 5 entre el 10 y el 14 de marzo de 2014 en 3 partes de media hora.

En 2013 la producción CGI pasó a la compañía Arc Productions, que desde entonces animaría la serie desde la temporada 17, que contó con 26 episodios. Se estrenó en Latinoamérica en noviembre del 2013.
En ese año se lanzó el especial, El rey de las vías estrenado el 2 de septiembre de 2013 en el Reino Unido, el 17 de septiembre de ese mismo año en Estados Unidos y en México se estrenó el 7 de noviembre del mismo año. En Canal 5* se transmitió en dos partes entre el 25 y el 27 de noviembre de 2013.
La temporada 18 fue producida y lanzada en junio de 2014 con 26 episodios.
Ese año se estrenó el noveno largometraje de la serie, Misterio en las vías, que se estrenó el 3 de noviembre de 2014 en Estados Unidos. En el Reino Unido se estrenó el 1 de enero de 2015, en México se estrenó el 15 de noviembre de 2014, y luego se emitió en el Discovery Kids HD, el 30 de noviembre de 2014.
La temporada 19 se lanzó en 2015 con 26 episodios. Además de que en la misma regresaron personajes de la serie clásica como Donald y Douglas, Terence y Daisy, se añadió una nueva canción de apertura y de salida.
En ese mismo año, la serie estrenó un especial titulado La aventura comienza en honor a los 70 años de la serie de libros, se estrenó en Estados Unidos el 11 de mayo de 2015 en el canal PBS y en Reino Unido el 27 de julio de ese mismo año. Se introdujeron nuevos personajes y por primera vez las locomotoras de Arlesdale Railway aparecieron totalmente en animación CGI. También marcó el regreso del equipo de construcción (The Pack).
En ese mismo año se lanzó el décimo largometraje de la serie titulado La Leyenda del Tesoro Perdido de Sodor. Se estrenó el 17 de julio de 2015 en Reino Unido y el 25 de agosto de ese año en Estados Unidos. En México se estrenó el 2 de noviembre de ese mismo año. 

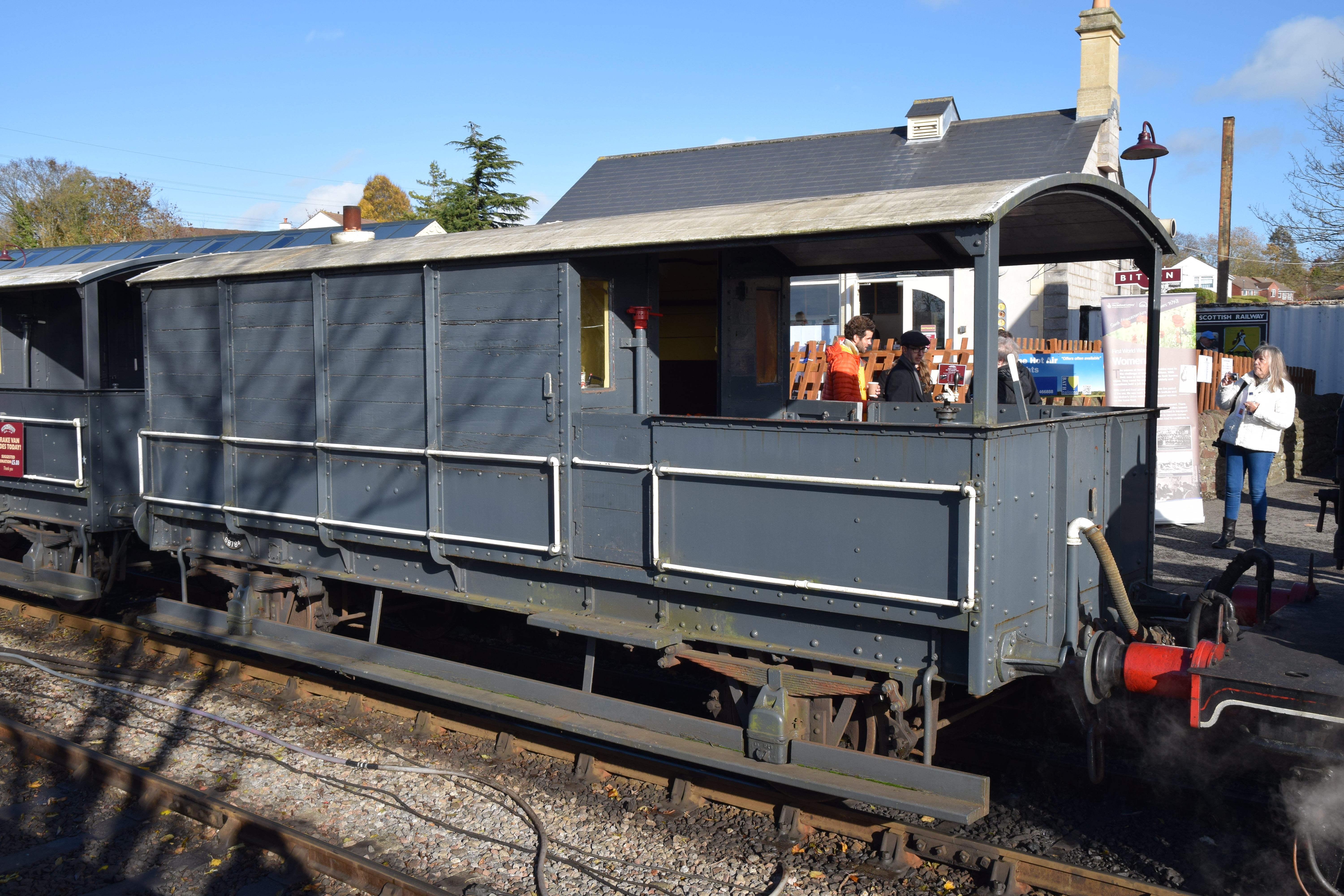
GWR Toad Brake van, vagón de frenos que inspira la base de Toad.

La temporada 20 se estrenó en 2016 con 28 episodios. Se empezó a emitir en Latinoamérica el 12 de marzo de 2017.
En ese mismo año se lanzó el decimoprimer largometraje de la serie titulado La Gran Carrera en el cual se introdujeron nuevos personajes extranjeros, así como algunos ya existentes en The Sodor Railway. Se estrenó en Reino Unido el 21 de mayo de 2016, en Estados Unidos el 17 de octubre de 2016 y en Latinoamérica el 10 de diciembre de ese año.
En 2017 se lanzó el especial El Viaje más allá de Sodor que fue tan exitoso que llevó la película a la pantalla de cine, estrenándose el 8 de agosto de 2017 en cines de Estados Unidos, el 25 de agosto de 2017 en cines de Reino Unido y el 11 de noviembre de 2017 en cines de México. Y también se emitió en Discovery Kids el 25 de diciembre de 2017 y 1 de enero de 2018.
El 17 de noviembre de 2017 se transmitió en TV en Estados Unidos y el 1 de enero de 2018 en TV en Reino Unido.
El 18 de septiembre de ese mismo año 2017 se estrenó la temporada 21 de la serie con 18 episodios.
El 20 de julio de 2018 se lanzó la película ¡Un gran mundo lleno de aventuras!, así como la temporada 22, que se estrenó en Reino Unido el 3 de septiembre de 2018; el Estados Unidos el 17 de septiembre de 2018 y en México el 22 de octubre de 2018. Presentó cambios considerables con respecto a la serie, como el reemplazo de Edward y Henry por Nia(introducida en el especial La Gran Carrera y cuyo número es el 18) y Rebecca. Además la serie presentó novedades interactivas con el televidente, cambio realizado como estrategia de marketing debido a que desde 2016 la mercadería de la serie comenzó a venderse menos que los años anteriores.
La temporada 23; fue lanzada primero en México el 1 de mayo de 2019 a través del Canal 5*. En Reino Unido y Estados Unidos se estrenó 2 semanas después, el 18 de mayo de 2019.
El 1 de septiembre de 2020 se estrenó la temporada 24 a través de Netflix

El 6 de octubre del 2020 se confirmó que Marc Forster (Guerra Mundial Z, Christopher Robin) está dirigiendo una nueva película live action de Thomas.
Para 2021 se tiene fijado el estreno de un reboot de la serie, la cual esta vez será animada por Nelvana. Esta vez las historias serán más simples y se centrarán sólo en Thomas, a quien se le presentarán problemas cotidianos que los niños deben enfrentar. Además la isla de Sodor será reimaginada para captar la atención de las generaciones actuales y mantener al programa a la par de las otras caricaturas populares.

## Personajes principales
- Thomas: Es una locomotora azul con el número 1 en ambos lados y que vivía en la Gran Estación de Tidmouth en la isla de Sodor. Es una locomotora muy traviesa, con seis pequeñas ruedas, una chimenea corta y rechoncha, y un domo también corto y rechoncho. Al principio su trabajo consistía en llevar vagones de pasajeros y de mercancías para los trenes más grandes (desde el episodio 1 al 7). Anhelaba los puestos mucho más importantes, como llevar el tren expreso como Gordon o Henry, pero su inexperiencia se lo impedía. Finalmente, fue el responsable de salvar a James después de un accidente, y Sir Topham Hatt/El inspector gordo decidió que era una locomotora realmente útil, y listo para manejar en un ferrocarril propio. Se quedó a cargo de esta línea desde entonces y se trasladó a Ffarquhar donde vive junto a sus vagones Annie y Clarabel, Percy, Toby y Daisy (que en las series solo ha aparecido en las temporadas 2 y 4) que también trabajan ahí. También se encuentra con las demás locomotoras en los cambios de vía como Edward, Henry, Gordon y James (aunque en las series siempre se les ve en el hangar a partir de la temporada 3). Thomas también demostró ser realmente útil en la película "El héroe de las vías" (2009) cuando al quedarse sin frenos en una carrera contra Spencer, toma un camino errante hacia una vía muerta, descubre una vieja locomotora, la cual es Hiro, "El amo de las vías". La base de Thomas es un LBSC E2.

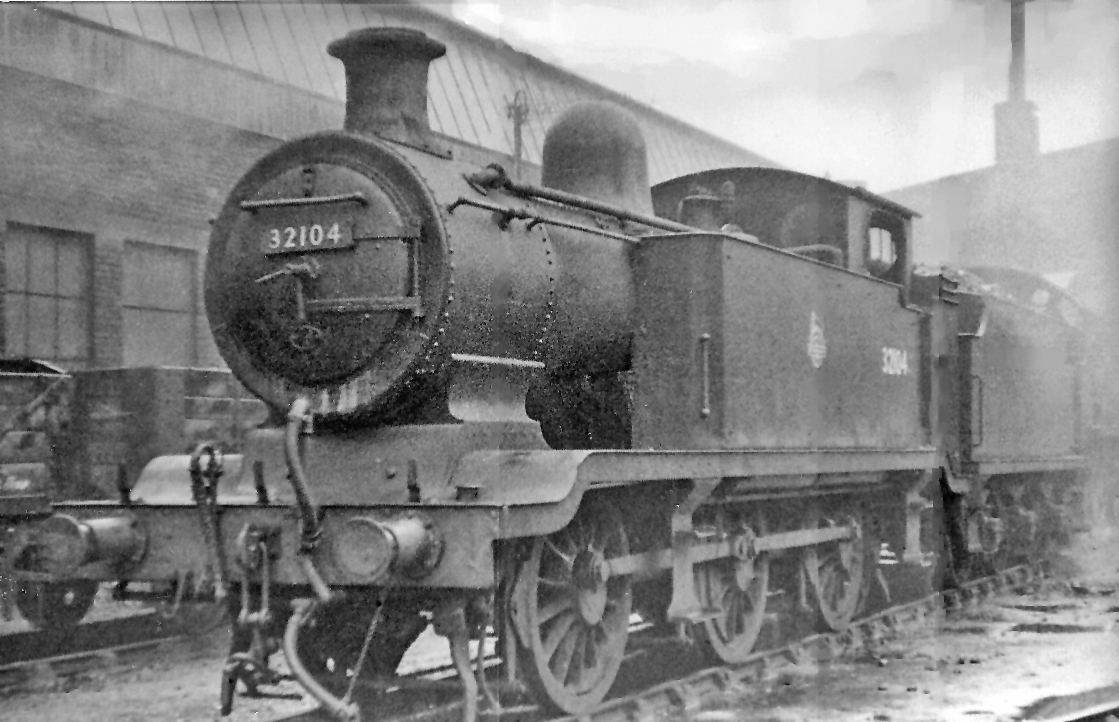
Modelo de la base de Thomas, pero este es de la primera versión, la segunda versión tiene tanques laterales más amplios. LB&SCR E2.

- Edward: Es una locomotora azul con el número 2 en ambos lados, y al igual que James, también es una locomotora de tráfico mixto, lo que significa que puede tirar muy fácilmente de vagones de mercancía o de pasajeros. Está siempre dispuesto a ayudar a un amigo en gran necesidad: las locomotoras más jóvenes siempre pueden contar con él para pedir consejos y ayuda. Trabaja muy duro y siempre hace todo lo posible para conseguir un trabajo bien hecho. Sin embargo, las grandes locomotoras tienden a verlo como muy anticuado y lento. Es cierto que él es el más antiguo tren de Sir Topham Hatt, pero ha demostrado una y otra vez que, a pesar de su edad, es totalmente capaz de trabajar tan duro como cualquier otra locomotora. También lleva su propio ramal donde trabaja junto al diésel BoCo (que como Daisy ya no ha aparecido más veces en las series) y a los traviesos gemelos Bill y Ben que traen china clay al puerto donde termina el ramal de Edward. Al final, Edward se retira del equipo de vapor y su reemplazo sería Nia, la locomotora naranja. Edward está inspirado en una K2 Sharp.

Base de Edward. K2 Sharp.

- Henry: Es una locomotora verde con el número 3 en ambos lados, y aunque es una locomotora muy trabajadora, era bastante propenso a enfermarse o averiarse, pues su fogón era muy pequeño. Tras tener un accidente transportando a un tren de mercancía portuaria en un viaje nocturno (llamado "Flying Kipper" pero en la versión en español se le conoce como el ″Arenque o Pez volador″). Henry fue enviado a Crewe, donde se le reconstruyó en su forma actual y recibió un nuevo fogón, curándose completamente de su enfermedad. Henry corre en la línea principal, puede tirar de coches de pasajeros y de mercancías igual de bien, y a veces incluso se hace cargo del expreso cuando Gordon no está disponible. Cuando llegó a la isla de Sodor, Henry odiaba mucho la lluvia porque podría destrozar su pintura verde con rayas rojas y se detuvo en el túnel de Ballahoo así que Sir Topham Hatt ordenó ladrillar el túnel con él dentro hasta que un día Gordon se averió, y junto con Edward llevó el expreso, y después ayudaron a Gordon a llevarlo a los talleres de reparación. Fue pintado azul pero luego fue repintado verde de nuevo (esto no aparece en las series de televisión solo en los libros). Al final, Henry se retira del equipo de vapor y su reemplazo sería Rebecca, la locomotora amarilla. Está inspirado en una locomotora LMS Stanier.

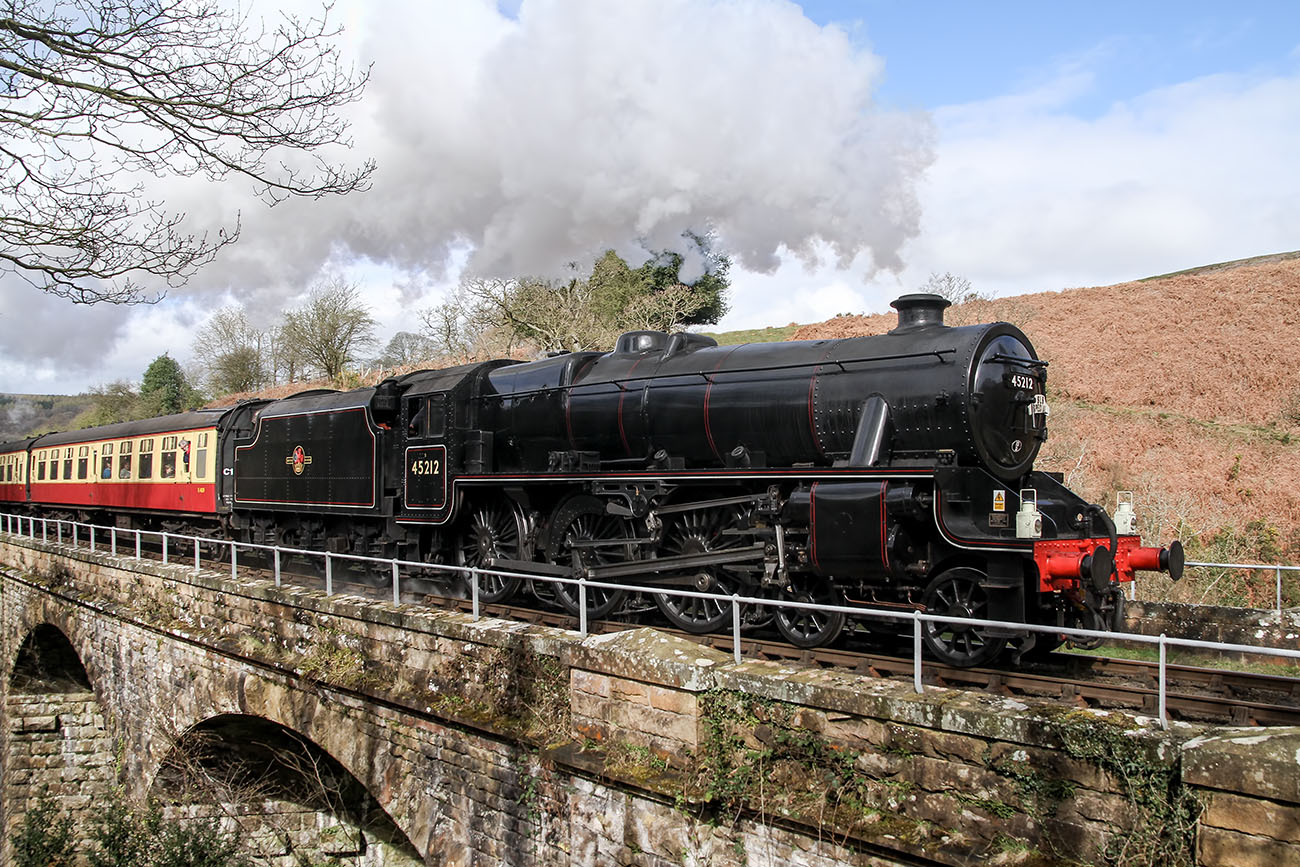
Base de Henry. LMS Stanier SMT.

- Gordon: Es una locomotora azul con el número 4 en ambos lados, y pese a ser un poco jactancioso, trabaja muy duro y fuerte, desempeñando en sus labores lo mejor que puede. También es la locomotora más grande y rápida de la isla de Sodor. A veces se burla mucho de los otros, en particular de los más pequeños y novatos, y ha sido conocido por rivalizar mucho con sus compañeros de línea Henry y James. No obstante, también es rápido para perdonar y, algunas veces, da consejos y asistencia a otras locomotoras. También tiene un ingenio listo. Gordon es por lo general la primera opción para trenes especiales, y tuvo el honor de conducir el Tren Real cuando la Reina Isabel II visitó Sodor. Su gran fuerza significa que también es muy ávido para transportar vagones de mercancías pesadas y para operaciones de rescate, pero él prefiere los trenes de pasajeros. Su diseño se inspira en una LNER A3 Pacific.

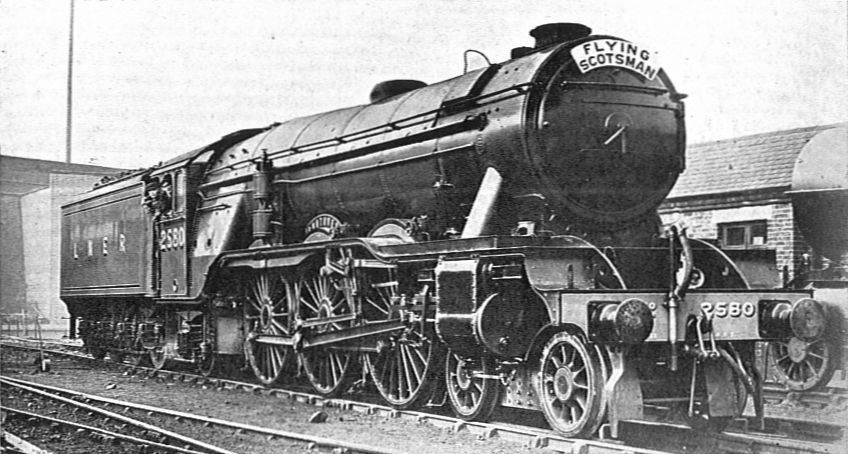
Base de Gordon. LNER A3 diseñada por Nigel Gresley.

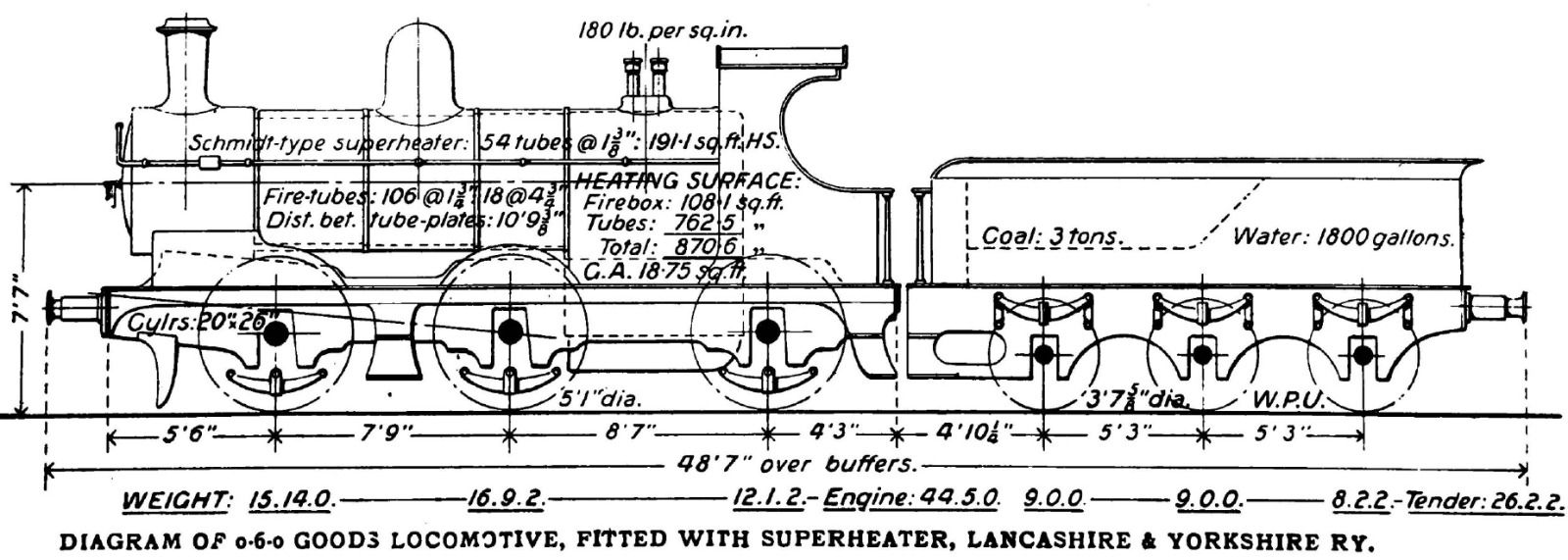
Diagrama de la base de James, una Hughes Class 28 0-6-0.

- James: James es una locomotora roja de tráfico mixto del mismo tamaño de Edward, con el número 5 en ambos lados, lo que significa que puede tirar tanto de coches de pasajeros como de carga. Está muy orgulloso de su pintura roja (en los libros al principio era de color negro) y su brillante cúpula de latón dorado, por lo que le gusta permanecer limpio. Odia tener que tirar de trenes de carga, y cree que solo debe ser utilizado para transportar pasajeros. Se ve a sí mismo superior a las demás locomotoras, y puede llegar a ser muy superficial, pomposo y arrogante, particularmente ante Edward y las locomotoras que le parecen de estilo antiguo, débiles, lentos o sucios como una vez con Toby. Sin embargo, en varias ocasiones se ha visto forzado a aceptar la ayuda de los que ha insultado, y es, extremadamente apologético. Su arrogancia y su a veces mala educación le ha llevado a situaciones accidentales como utilizar cordones de zapatos para enganchar vagones o estrellarse en vagones de alquitrán. Su base está inspirada en la Hughes Class 28, solo que la diferencia radica en que James es una 2-6-0.
- Percy: Es una locomotora verde con el número 6 en ambos lados, y el más pequeño y más joven de las locomotoras de Sodor. Sir Topham Hatt le llevó a Sodor cuando se produjo una huelga de trenes debido a Gordon, James y Henry que no querían llevar vagones de mercancía sucios. Las locomotoras más grandes inicialmente trataron de intimidarlo mucho, pero Percy pronto demostró que él era bastante capaz de mantenerse por sí mismo y Duck lo sustituyó en sus labores. Después de un tiempo, fue derivado a la Gran Estación, cuando Sir Topham Hatt lo promovió para el tráfico de mercancías en el ramal de Thomas. Cuando no tira carga, transporta el correo e incluso a Annie y Clarabel cuando Thomas está ocupado. Sus mejores amigos son Thomas y Toby. Es bastante experimentado, pero aún de vez en cuando puede ser un poco ingenuo y confiado. Está pintado de verde con rayas rojas como Henry. El reverendo W. Awdry describió a Percy cuando fue ilustrado en el libro 11 como una oruga verde con rayas rojas causando el enfado del ilustrador y esa frase fue utilizada en el episodio 'Woolly Bear' por Thomas en referencia a aquello. Está inspirado en una 0-4-0st Avonside

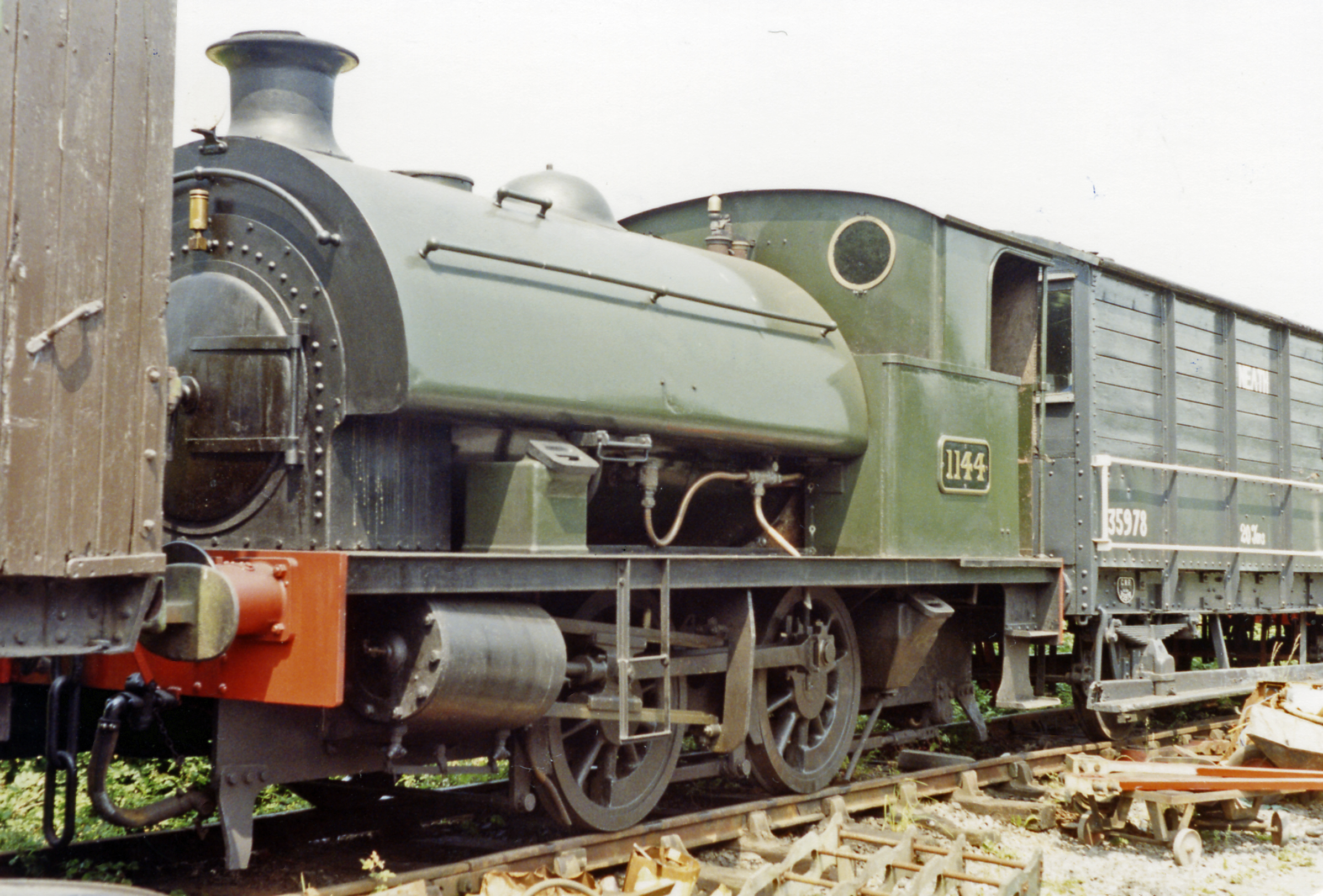
Base de Percy. 0-4-0st Avonside.

- Toby: Es una locomotora tranvía marrón de madera con el número 7 en ambos lados que trabaja junto a Thomas en el ramal y a veces en la cantera con Mavis. Tiene tapabarros y placas laterales de color gris (pintadas en azul en los libros) que cubren sus ruedas. Su trabajo principal es el de transportar piedra extraída de la cantera junto a su coche Henrietta, aunque también realiza otras labores. Toby llevaba un ramal pequeño que fue clausurado y después fue traído a Sodor gracias a que Sir Topham Hatt le conoció en sus vacaciones y debido a que Thomas tuvo problemas con la policía por no llevar placas laterales y tapabarros. Toby es viejo y muy sabio, y está siempre dispuesto a compartir su experiencia y conocimientos con otras locomotoras como la joven locomotora de diésel Mavis. Es muy cuidadoso en todo lo que hace, lo que significa que muy pocas veces tiene algún accidente. Al final, Toby se retira del equipo. Su base es una LNER C53 Tram.

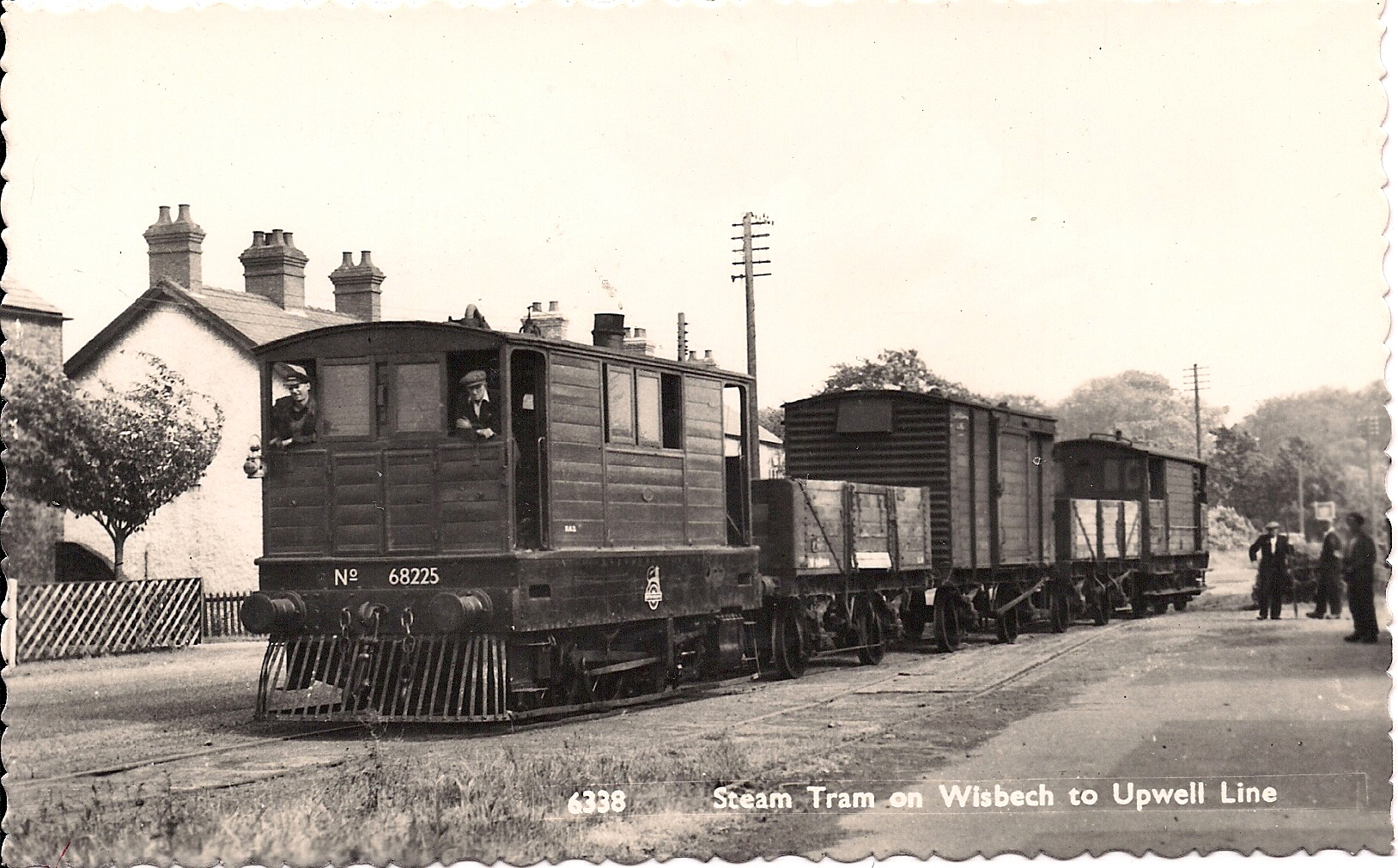
Base de Toby. LNER C53 tram engine.

- Duck: Aunque su nombre real es Montague, se le dio el apodo de "Duck", que es como todo el mundo lo llama ahora. Es una locomotora de tanque verde lima que se le dio el número 8, y trabaja de manera eficiente, como parte del ferrocarril de Sir Topham Hatt. En la actualidad dirige su propio ramal junto a Oliver. Duck está orgulloso de haber corrido en la Gran Línea Occidental, y esto imprimió en él una fuerte ética de trabajo. Sin embargo, esto puede ser motivo de fricciones con sus colegas, pues él insiste en que su forma de hacer las cosas (a la manera del Gran Oeste) es la única manera correcta de hacer las cosas, pero otros motores lo comprenden y, en general, lo respetan plenamente. Su nombre significa pato en inglés. Su base es una GWR 57XX.

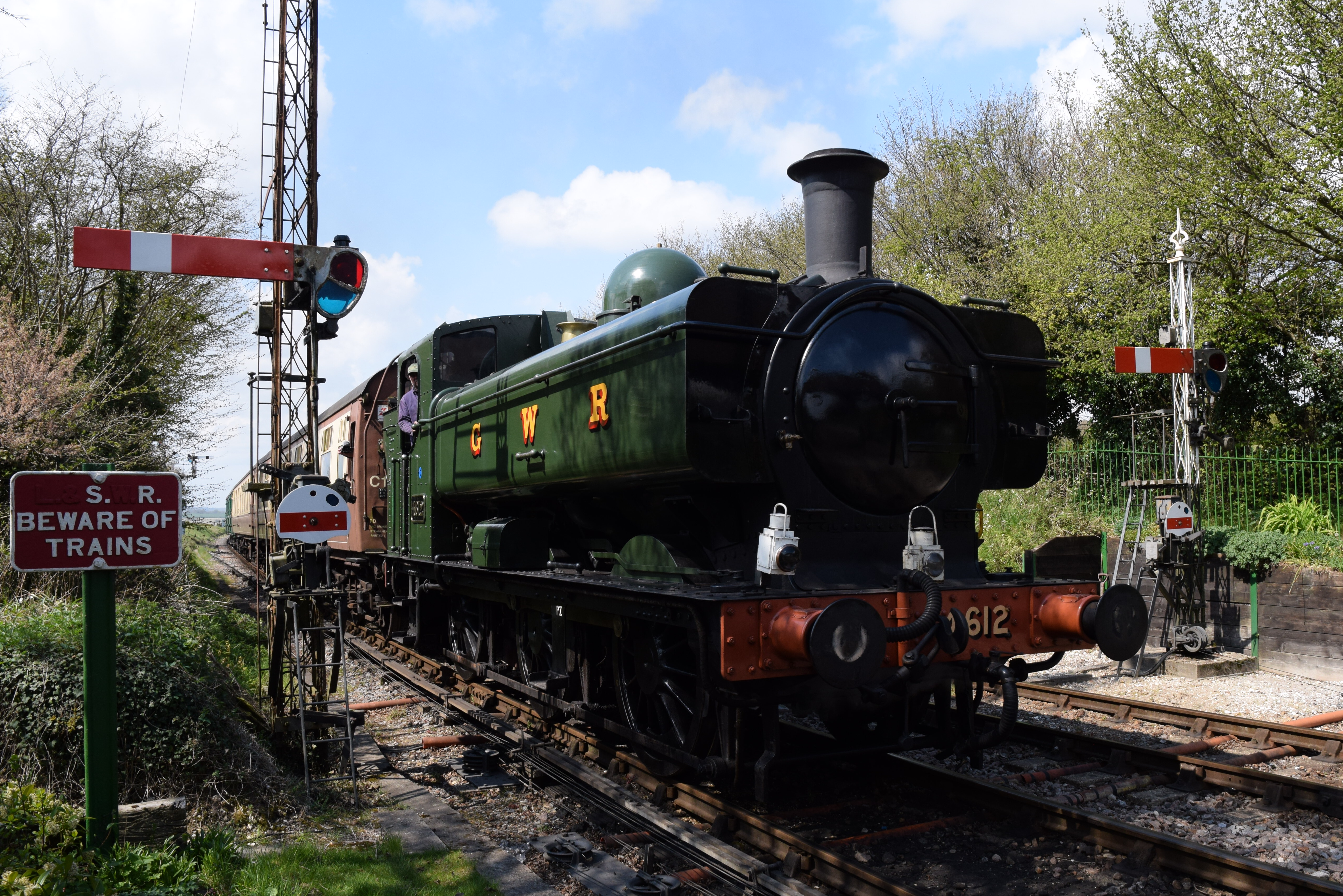
Base de Duck. GWR 57XX.

- Donald y Douglas: Son dos locomotoras gemelas, que llegaron juntos de Escocia y Sir Topham Hatt esperaba solo uno. Les dio los números 9 (Donald) y 10 (Douglas) para poder distinguirlos. Causaron diversos problemas como el intercambio de ténders para que no les culparan por haber escondido por error un vagón con pasajeros dentro (este capítulo se iba a hacer para televisión pero la productora Britt Allcroft decidió desecharlo por ser demasiado complicado para los niños televidentes), estrellarse en una cabina de cambio de vías (por parte de Donald) o romper un vagón de frenos despiadado que causaba muchos problemas en los trenes de mercancía (por parte de Douglas). Pero demostraron ser de mucha ayuda en el invierno ganándose el respeto de las demás locomotoras además que si volvían al Ferrocarril Británico serían chatarra por lo que Sir Topham Hatt decidió quedarse a ambos. Están pintados de color negro, rojo y con placas de oro con su nombre escrito (en los libros fueron pintados de azul tras quedarse en Sodor). Cuando regresaron en "Sodor's Legend of the Lost Treasure" los gemelos recibieron un nuevo silbato, sus placas con sus nombres volvieron a su lugar original (cerca de su caja de fuegos) y un rostro más pequeño. Sus bases tanto de Donald como de Douglas está inspirada en una McIntosh 812 3F.

Base de Donald y Douglas. McIntosh 0-6-0 812 3F.

- Oliver: Una locomotora verde lima con el número 11 en ambos lados (aunque antes se le vio con una librea rojo oxidado, unas plantas pequeñas y con pintura blanca la leyenda "scrap" que en español quiere decir chatarra). A pesar de su heroísmo y sus atrevidas hazañas de huida, Oliver es una locomotora que está dispuesta a admitir que cada día es una curva de aprendizaje. Cuando aún era nuevo en Sodor, dejó que las respuestas de las otras locomotoras a su valor, inteligencia y perspicacia de sus asombrosos relatos de atrevidas escapadas y aventuras llegaran a su caja de humos y se volviera engreído. Aunque sigue teniendo agallas, es ahora más obediente y sensato. Trabaja junto a Duck (8) y fue rescatado por Douglas (10) de la chatarrería. Tiene un furgón de frenado llamado Toad. Oliver se inspira en una GWR 1400.

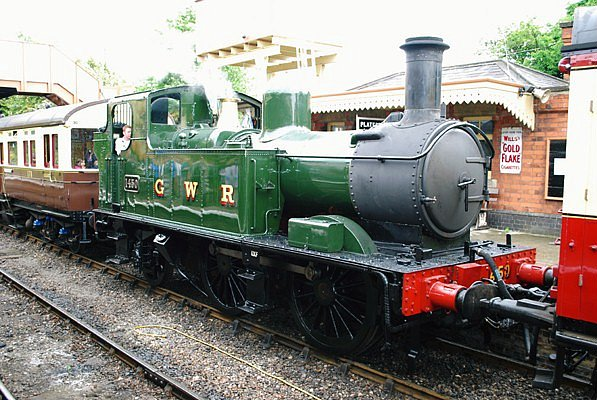
Base de Oliver. GWR 14XX.

- Emily: Está pintada de color verde esmeralda, y tiene grandes ruedas motrices y una cúpula de bronce brillante. Cuando llegó por primera vez a la isla de Sodor, tomó los carros de Thomas, Annie y Clarabel, por error, produciendo la consternación de Thomas. Sin embargo, después de que ella rescatara a Thomas y Oliver de un accidente, Thomas le perdonó. Sir Topham Hatt la recompensó con dos carros de pasajeros solo para ella. A partir de la octava temporada, ha sido representada como un personaje bastante mandón, lo que a veces puede hacer muy difícil a los demás trabajar con ella. Aun así, es vista a veces como una "hermana mayor" por motores pequeños como Thomas y Percy. Su forma está basada en la famosa locomotora Iron Duke y es un personaje exclusivo de la serie de televisión. Poco antes de terminar la temporada 17, Emily recibió un nuevo silbato, cuyo sonido es similar al que tenía en la séptima temporada. En "Sodor's Legend of the Lost Treasure" Emily recibe un ducto de frenado y su personalidad volvió a ser como era en la temporada 7, cuidadosa y de buenas intenciones. En un episodio de la temporada 19, Emily sueña con ser tan fuerte como Caitlin, por lo que pronto saldrá su modelo aerodinámico. En un episodio de la temporada 24 recibe el número 12 en ambos lados. Está inspirada en una GNR 4-2-2 diseñada por Patrick Stirling.

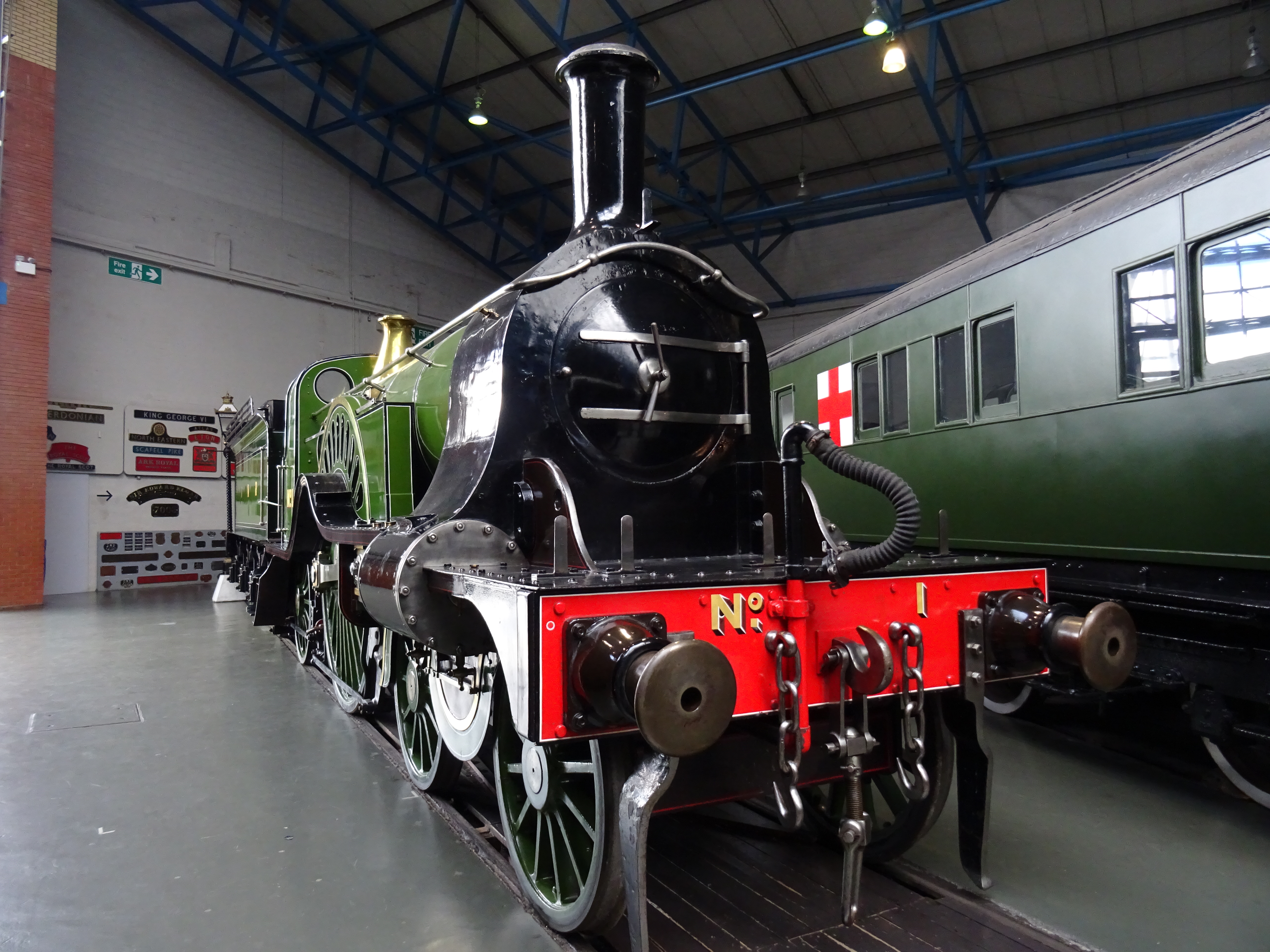
Base de Emily. GNR 4-2-2 Stirling.

- Nia: Está pintada de color naranja con un forro amarillo. Ella tiene patrones amarillos, verdes y rojos pintados a lo largo de sus tanques, cúpula, bomba de freno y cilindros, y su plataforma está pintada de rojo. Su nombre y número están pintados en los costados de sus tanques y cabina, respectivamente, en amarillo, ella es una locomotora de origen keniano que acompaña a Thomas (1) durante su viaje en la vuelta al mundo en La Gran Carrera, ella tiene un gran corazón y es muy positiva (lo cual a veces es irritable o molesto), ella piensa en regresar a Kenia, pero tras recordar que su viejo cobertizo fue destruido, decide quedarse a vivir en Sodor, tiene el número 18 en ambos lados. Es el reemplazo de Edward. Inspirada en una KUR ED1 2-6-2.

Base de Nia. KUR ED1 class 2-6-2.

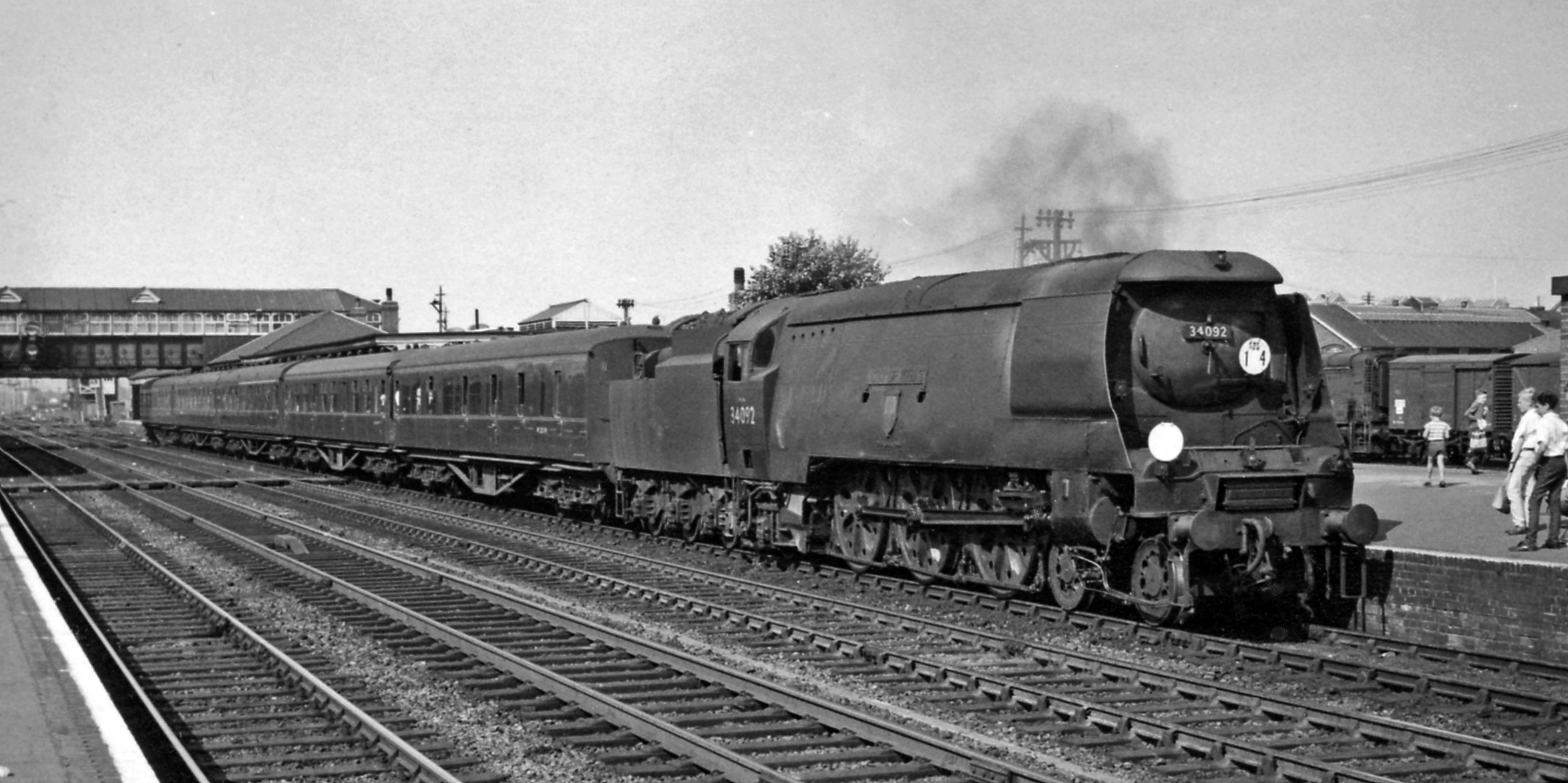
Base de Rebecca. Eastleigh Bulleid 4-6-2.

- Base de Rebecca. Eastleigh Bulleid 4-6-2.Rebecca: Es una locomotora muy alegre, amable, honesta y despreocupada, aunque también algo tímida, reservada y crédula (esto tras caer en una jugarreta de Diesel) no se deja intimidar por lo que dicen las locomotoras más experimentadas y le encanta ver lo mejor de todos. Rebecca está pintada de amarillo sol y azul marino con franjas blancas. Sus llantas están pintadas de blanco (compartiendo diseño con las de Hiro, la locomotora número 51), su parte delantera está pintada de rojo y tiene rayas rojas y naranjas pintadas a lo largo de sus costados. Tiene las siglas N.W.R. y el número 22 en ambos lados. Rebecca toma inspiración de una Eastleigh Pacific 4-6-2.
- Sir Topham Hatt: Es un talentoso ingeniero, que ayudó en la construcción de las líneas de Tidmouth, Knapford y Elsbridge en la isla de Sodor. Construyó un puente para conectar Sodor con Gran Bretaña así como una serie de ramales y mejoras a las instalaciones ferroviarias como el ramal de Thomas, la Línea Principal, el ramal de Edward o el ramal de Duck así como renovar la antigua línea de Arlesdale para traer balasto de las montañas para las vías de las líneas. Tras esto, se le nombró el director de la compañía de trenes. Desde entonces, se encarga de todas las locomotoras de Sodor y aparentemente tiene mucho que decir sobre los demás vehículos. Ha supervisado la construcción de varias nuevas líneas y ha participado con la apertura de varias atracciones turísticas en Sodor. En los libros ha habido tres Sir Topham Hatt (el que ayudó a construir Sodor, su hijo y su nieto Stephen), sin embargo en la serie de televisión solo hay un Sir Topham Hatt.

- Annie y Clarabel: Son los dos vagones de Thomas. Annie viaja delante y se encarga del transporte de pasajeros, mientras que Clarabel viaja detrás y es capaz de tomar pasajeros, transportar el equipaje y al revisor. Ellas han sido descritos por el Reverendo W. Awdry, su creador, como viejas y faltos de pintura nueva. Sin embargo, Thomas las ama y nunca se separaría de ellas. No solo transportan los pasajeros de Thomas, sino que también actúan como sus asesoras y confidentes. En varias ocasiones le han advertido sobre peligros potenciales, y Thomas invariablemente cae en problemas cuando hace caso omiso a sus advertencias. Annie y Clarabel ocasionalmente son tiradas por otros motores como Toby o Percy cuando Thomas está ocupado, quien también se preocupa de su seguridad cuando otros motores las tiran.

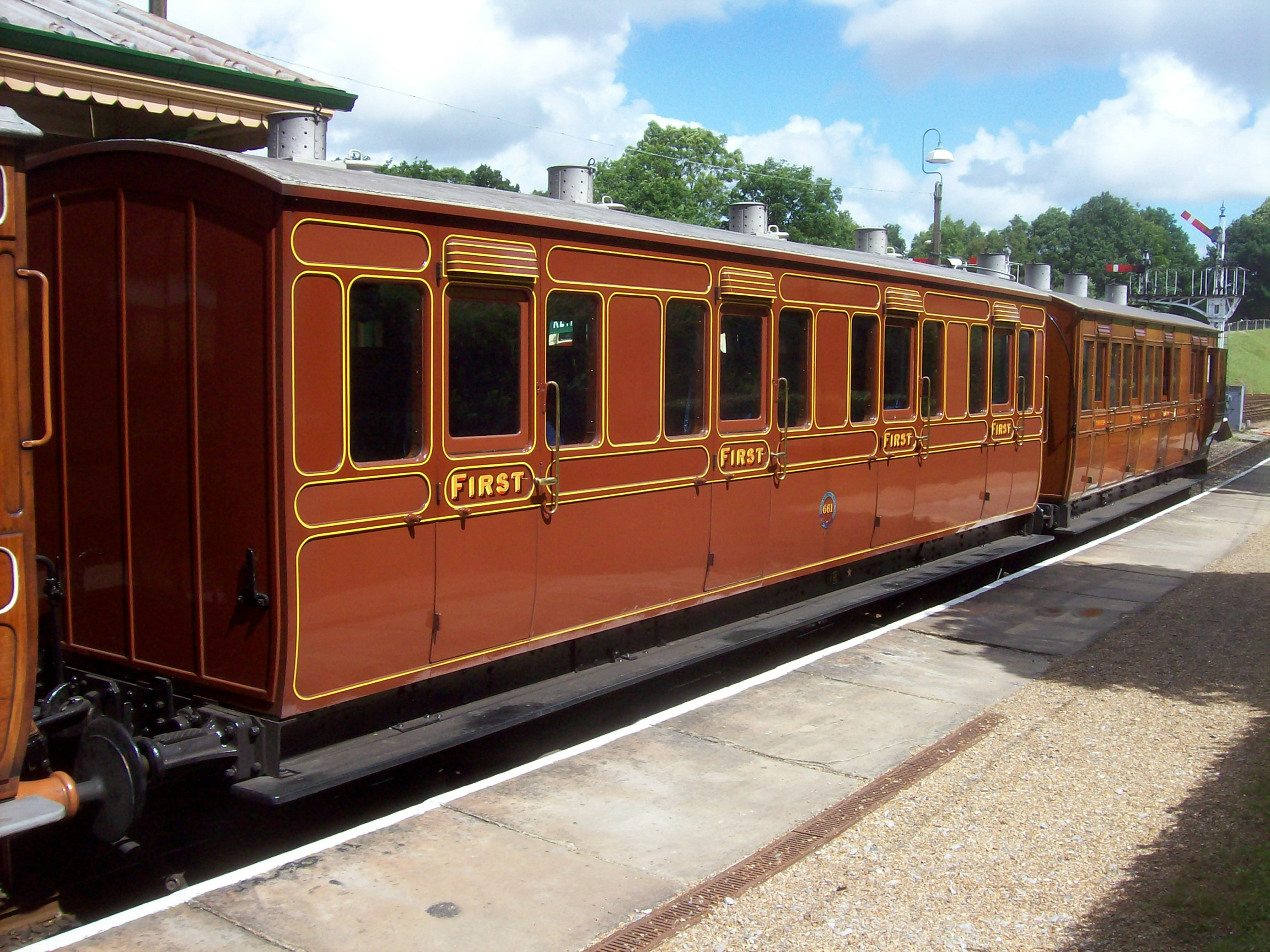
Base de Annie y Clarabel. Stroudley LBSC.

- Bertie el Autobús: Es un pequeño autobús rojo. Apareció por primera vez al rescatar a los pasajeros de Thomas después de que éste se quedara atascado en un ventisquero y lo retó a una carrera hasta Ffarquhar, el final del ramal de Thomas. Bertie también ha aparecido en varias otras aventuras. Es uno de los más conocidos personajes no ferroviarios en la serie. Es alegre y bullicioso, y aunque goza de un buen grado de rivalidad con los motores, es más común verlo ayudándolos, ya sea transportando a sus pasajeros o prestándoles asistencia cuando las vías del tren están fuera de servicio. Sigue retando a Thomas a carreras en las series televisivas pero en los libros Sir Topham Hatt les advirtió que no corrieran a velocidades peligrosas.

- Harold el Helicóptero: Es un helicóptero blanco, muy orgulloso de poder volar, y de la velocidad y versatilidad que esto le da. Esto ha dado lugar a rivalidades con los motores, sobre todo en una carrera con Percy, en su primera aparición. A pesar de esto, él es amigo de los ferrocarriles y con frecuencia ha sido capaz de ayudarlos. Es propiedad de la Guardia Costera de Sodor y vive en el aeródromo de Dryaw cerca del ramal de Thomas y del puerto de Knapford. Harold mantiene un ojo vigilante sobre la isla en caso de problemas, y a toda velocidad rescata a cualquier persona en peligro. En las temporadas recientes trabaja principalmente en el Centro de Búsqueda y Rescate.

- Terence el Tractor: Es un tractor oruga naranja, del cual Thomas se burló por sus extrañas "ruedas" cuando ambos se conocieron por primera vez. Es algo lento, pero lo suficientemente bueno, para acudir a cualquier lugar, gracias a sus orugas. Se convierte en un buen amigo de Thomas después de que lo ayudase a salir de un atasco en la nieve.

- Lady Hatt: Es la esposa de Sir Topham Hatt. Aparece en algunos episodios donde se celebran, junto con las locomotoras, diversos festejos.

- Dowager Hatt: Es la madre de Sir Topham Hatt, en las primeras temporadas era una persona algo seria y solo aparecía en festejos especiales. A partir de la temporada 13, se puede ver que es más activa y amable y disfruta los buenos momentos riéndose con la gente que conoce.

- Víctor: es una locomotora roja que trabaja en los Talleres de Sodor, Víctor originalmente trabajaba en plantaciones de azúcar en Cuba, tenía una capa de pintura amarilla y el n.º 1173, al ser transferido a Sodor cayó al mar por accidente en los muelles, tiempo después fue reparado y pintado en su color actual. Ahora Víctor trabaja orgullosamente en los talleres reparando locomotoras averiadas en Sodor. Se lleva muy bien con las locomotoras y siempre puede levantarles el ánimo.

- Kevin: Es una grúa móvil amarilla que asiste a Víctor en los Talleres de Sodor, Kevin puede ser impaciente y descuidado al mover cargas alrededor del taller, lo cual molesta a Víctor, pero siempre trata de esforzarse y nunca se niega a llevar a cabo un trabajo.

## Ferrocarril de vías estrechas
Las locomotoras de vías estrechas se inspiraron en el ferrocarril de Talyllyn para la serie ferroviaria y la serie de televisión (en esta última personajes como Freddie, Migty Mac y Luke son exclusivos de la serie de televisión).
- Skarloey: Es la locomotora de vía estrecha n.º 1 color vino, Skarloey fue la primera locomotora en llegar al ferrocarril de vías estrechas de Sodor. Aunque en sus primeros días fue algo travieso y arrogante ahora es como un líder para las demás locomotoras y le gusta que todos estén trabajando apropiadamente y sin holgazanear especialmente en la Cantera de la Montaña Azul.

- Rheneas: Es la 2.ª locomotora del ferrocarril de vías estrechas de Sodor, llegó justo después que Skarloey a la isla, a Rheneas le gusta trabajar duro y ser realmente útil pero al mismo tiempo le gusta divertirse y reír con sus amigos, y aunque parecen ser muy diferentes es el mejor amigo de Skarloey.

- Sir Handel: Es la 3.ª locomotora del ferrocarril de vías estrechas, antes de llegar a Sodor su nombre era Falcon, en su juventud fue una locomotora muy traviesa y holgazana, pero después de ser enviado a la cantera de piedra de otro ferrocarril, Sir Handel regresó reformado y ahora es sabio y piensa bien antes de hacer las cosas.

- Peter Sam: Él es la 4.ª locomotora del ferrocarril de vías estrechas, antes de llegar a Sodor su nombre era Stuart, viene del mismo ferrocarril que Sir Handel, pero a diferencia de él, Peter Sam es paciente, amable y comprensivo. Pero a veces la emoción le puede ganar y entonces comete errores, pero está dispuesto a corregirlos y ser realmente útil.

- Rusty: Es la 5.ª y única locomotora diésel del ferrocarril de vías estrechas, fue traído a Sodor para ayudar con reparaciones en los rieles, Rusty siempre está dispuesto a ayudar a cualquier locomotora en apuros, es muy servicial pero también le gusta pasar tiempo con sus amigos. Tiene una bocina con 2 diferentes sonidos y está orgulloso de ella.

- Duncan: Es la locomotora n.º 6 del ferrocarril de vía estrecha, desde que llegó Duncan ha sido una locomotora problemática, le gusta molestar a las locomotoras de vía estándar y le gustan las aventuras.

- Freddie: Es una antigua locomotora del ferrocarril de vías estrechas, en sus primeros días Freddie "el audaz" era el más rápido de todos pero con el tiempo esta característica se fue desvaneciendo. Aun así todos le siguen llamando audaz y da lo mejor de sí al trabajar.

- Mighty Mac: Es una locomotora de doble terminal, lo que significa que es 2 locomotoras en una, Mighty es el lado "mayor" y se caracteriza por su flequillo, mientras que Mac es el lado "joven" y se caracteriza por sus pecas. Ambos son completamente lo opuesto, lo que los puede llevar a tener problemas al arrastrar vagones de pasajeros. Sin embargo cuando se unen y se proponen algo lo pueden llevar a cabo mucho más rápido que cualquier otra locomotora.

- Luke: Es la locomotora n.º 22 de origen irlandés del ferrocarril de vías estrechas, cuando Luke llegó a Sodor accidentalmente empujó a una locomotora amarilla al mar, como pensó que habían desmantelado a esa locomotora, se escondió en la Cantera de la Montaña Azul para no ser desterrado de Sodor. Años después con la ayuda de Thomas descubrió que Víctor era esa locomotora amarilla y que había sido reparado después del accidente. Ahora Luke trabaja con orgullo en la cantera y frecuentemente visita a Víctor en los Talleres de Sodor.

## Personajes que trabajan en el castillo
- Millie: Es una locomotora de vía estrecha de origen francés, trabaja en el castillo de Ulfstead como locomotora privada y de carga. Lleva las plantas al cuidador y traslada al conde de Sodor por los alrededores del castillo. A veces tiene trabajos especiales como todo lo que hay en el castillo es especial, ya fuera llevar pasajeros, materiales de construcción o ayudar a erguir un parque para dinosaurios. Más tarde es responsable de elevar un volcán en el parque.

- Stephen: Es la locomotora más antigua de la isla de Sodor. En los días de oro de Sodor fue la locomotora más veloz, pues era muy conocido como El Cohete por correr carreras junto a dos locomotoras más de su clase. Fue rescatado y restaurado por el conde de Sodor en los talleres de Sodor. Es responsable de encontrar la corona del rey Godred en la mina de Ulfstead, y es la locomotora guía del castillo de Ulfstead. Llevó el expreso del té de la tarde, cuando quiso ir más rápido, Spencer lo ayudó haciéndolo colisionar con los parachoques de la estación. Está basado en la famosa locomotora de Stephenson, la Rocket.

- Connor: Es una locomotora aerodinámica, como Spencer trabaja como locomotora exprés del conde de Sodor. Lleva pasajeros del continente a Sodor a través del puente levadizo de Vicarstown. Además de aerodinámico, Connor es un tren energético y le encanta hacer carreras junto con su compañera de trabajo Caitlin, otra locomotora aerodinámica con la que se lo ve a menudo. En Navidad, fue el responsable de llevar a los pasajeros a sus casas, a lo cual Duck le prestó los vagones desprendibles para que Connor pudiera llegar a tiempo a la estación.

- Caitlin: Es una locomotora aerodinámica, como Spencer y Connor trabaja como locomotora expréss y de servicio en las vías del conde de Sodor. Lleva pasajeros del continente a Sodor a través del puente levadizo de Vicarstown. Además de aerodinámica, Caitlin es entusiasta y tiene buen sentido del humor, en una ocasión tomó a Annie y Clarabel por accidente, llevándolas a las tierras del conde, pero luego devolviéndoselas a Thomas. Llevó el Arenque volador cuando ésta tuvo que quedarse en Sodor cuando el puente se averió.

- Samson: Es una locomotora sin cabina, pequeña pero de buen corazón. Cuando llegó por primera vez a la isla de Sodor, fue enviado al castillo de Ulfstead a hacer una entrega de dinosaurios al nuevo parque de dinosaurios del conde. Muy de vez en cuando pide ayuda o consejo a otros trenes para arreglar malentendidos, pero regularmente hace con orgullo y cuidado su trabajo.

## Personajes secundarios

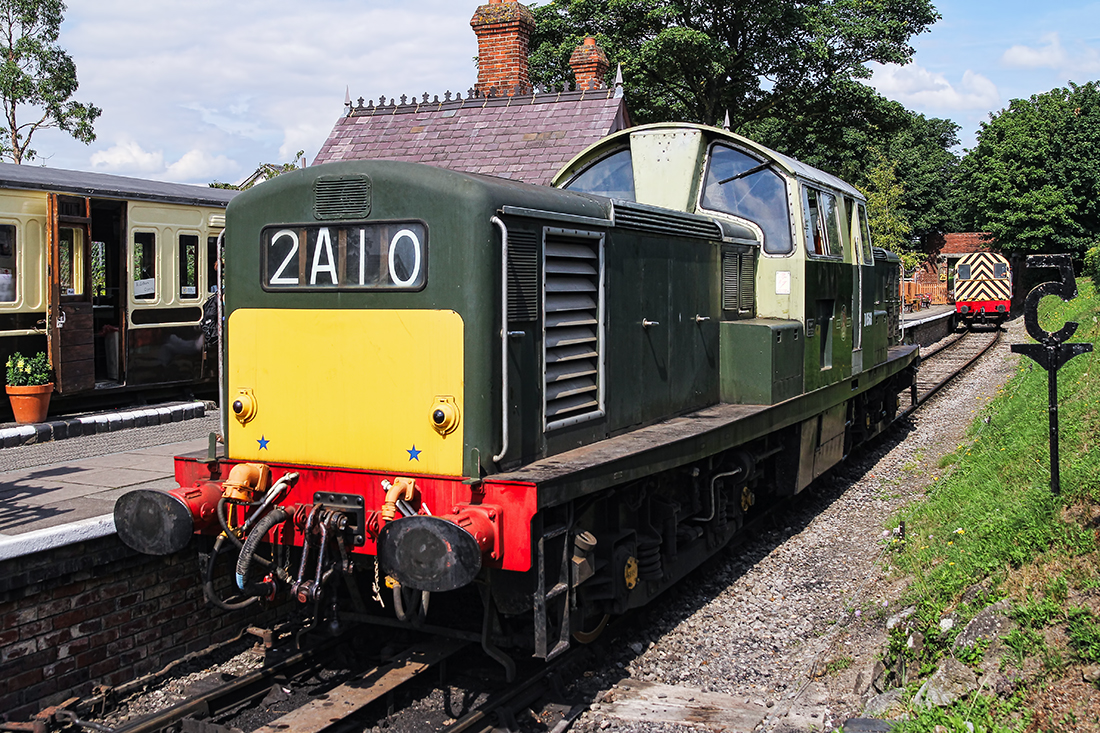
Base de Derek. BR Class 17

- Base de Derek. BR Class 17Derek: Una locomotora diésel cuya personalidad era que siempre sufría de alguna avería (igual que su base en la vida real), pero eso no le quitaba el optimismo. Este personaje apareció desde la temporada cinco (1998), hasta el especial Calling All Engines en 2005. [2]
- Philip: Una locomotora diésel boxcab que siempre reta a los demás en carreras. Cuando llegó a la isla retó a Gordon a una carrera, pensando que iba a competir con él. Pero ahora piensa que él le ganó a Gordon.

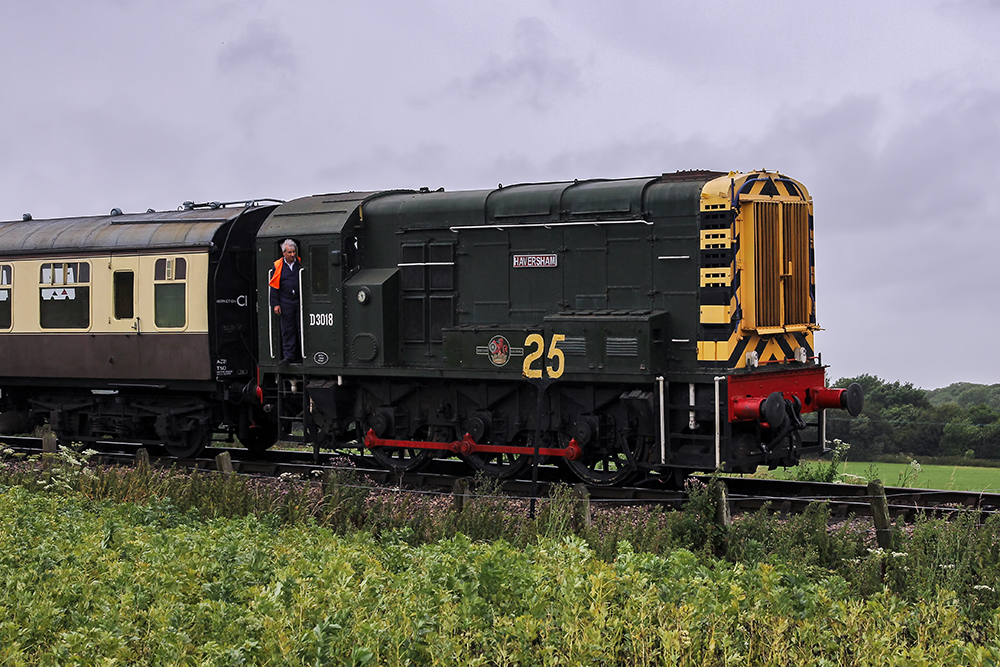
Base de Paxton, 'Arry y Bert y Diesel. BR Class 08.

- Diesel: Una locomotora diésel de color negro que no es muy amable y piensa que las locomotoras de vapor deberían ser desechadas. Al llegar a Sodor contó historias falsas sobre Duck, pero el inspector gordo lo despidió. Después de esos le dieron muchas oportunidades.
- 'Arry y Bert: Más conocido como Hierro 'Arry (Hierro Harry), y Hierro Bert son un par de locomotoras gemelas que suelen trabajar en las fundiciones y depósitos de chatarra de Sodor, aunque también se les ha visto trabajar en la cantera y molestar a las locomotoras de vapor haciéndoles bromas pesadas, las cuales a veces son contraproducentes, aunque se arrepienten luego de que una de estas les ayudan, 'Arry es el genio detrás de los planes el es el hacedor, mientras que Bert es el que le sigue la corriente, es el seguidor. Son de los pocos gemelos en la serie junto a Donald y Douglas y Bill y Ben. Los gemelos comparten base con Paxton y Diesel.[3]
- Paxton: Es una locomotora diesel verde muy amigable, es lo opuesto a Diesel porque es de buen corazón y bienintencionado, aunque cae en que es muy crédulo y fácil de engañar es sarcástico y de poca memoria, aunque mayor a la de Sidney, admira a Thomas y es muy astuto, aunque en día de los diésel fue una de las locomotoras que tomó los talleres, pero después se volvió más amigable hacia las locomotoras de vapor. Comparte base con Diesel.
- Gator: Gerald es su nombre real, pero prefiere que le digan Gator, es una locomotora de tanque de origen colombiano[4] al igual que Thomas y Percy, pero posee una forma muy especial, pues trabaja en las montañas y esto le da más fuerza. Tiene una forma parecida a la de un caimán. Cuando llegó a la isla de Sodor, asustó a Percy por error, cuando trataba de alcanzar un barco en los Muelles de Brendam, haciendo de Gator el nuevo amigo de Percy. Asustó sin querer a James una noche que éste llevó el Pez Volador cuando Henry estaba en el Continente (Mainland), haciéndolo descarrilar. Mucho tiempo después de que se fuera, Percy intentó buscarlo hasta que por fin pudieran reunirse.
- Hugo: Un motor zeppelin muy rápido, quien no fue muy recibido en su primera estancia en Sodor.
- Duke: Es una locomotora a vapor de vía estrecha que trabajó junto a Stuart y Falcon (Peter Sam y Sir Handel respectivamente) cuando vivían en el ferrocarril Mid Sodor, en la antigua línea de Arlesdale; cuando el ferrocarril fue clausurado por problemas financieros Duke fue guardado en el cobertizo de Arlesdale hasta que un equipo de rescate lo encontró y lo restauró para volver a trabajar junto a Peter Sam y Sir Handel en el ferrocarril de Skarloey.
- Daisy: Un autorriel diésel, que detesta llevar furgones de carga. Trabaja en Harwick junto a Ryan.
- Ryan: Una locomotora a vapor de color morado quien trabaja junto a Daisy en Harwick. Él es muy amable y trabajador, pero cuando llegó a la isla por primera vez, Thomas pensó que Ryan lo iba a reemplazar.
- Spencer: Spencer es una locomotora exprés privada, propiedad del Duque y la Duquesa de Boxford. Spencer destaca por su carrocería aerodinámica y su librea original azul grisácea, que desde la décima temporada pasa a un reluciente plateado metálico con ribetes negros. Spencer es célebremente arrogante, presumido y pomposo, con un ego superior incluso al de su “primo” Gordon. Se niega a realizar tareas humildes como maniobrar vagones, presume constantemente de su velocidad y estatus y menosprecia a los demás motores de Sodor, en especial a Thomas y Gordon. Aunque al principio impresiona a los habitantes de la isla, su actitud engreída provoca que pronto sea odiado por sus colegas.

El diseño de Spencer replica los famosos trenes LNER Class A4 Pacific, como el “Mallard”, poseedor del récord de velocidad para locomotoras de vapor. Mide aproximadamente 70 pies de largo, cuenta con tender tipo “corridor” y carrocería carenada para reducir la resistencia al viento. Su placa de nombre es roja con letras doradas, un detalle aristocrático que refuerza su estatus de locomotora “de lujo” en Sodor. Originalmente lucía un tono azul grisáceo, pero desde la décima temporada adopta un metalizado plateado y, en temporadas recientes, incluye faroles permanentes en el frente .

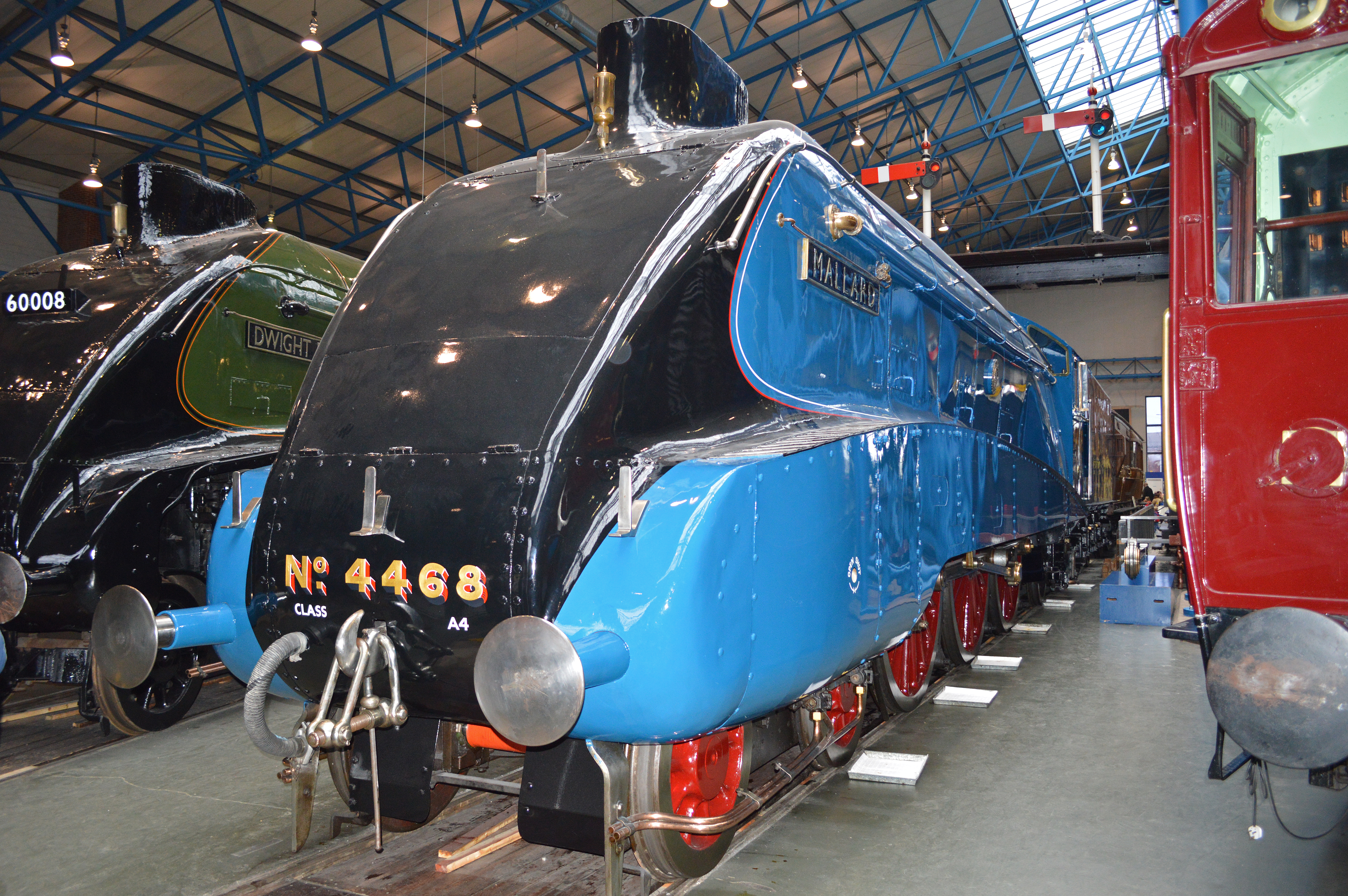
Base de Spencer. LNER A4.

- Stafford: Es una locomotora eléctrica de maniobras, tiene una batería que necesita cargar constantemente para seguir siendo "realmente útil", cuando Stafford llegó a Sodor, Spencer tuvo que mostrarle el ferrocarril pero su batería se descargaba muy rápido y Spencer no le prestaba atención hasta que él mismo necesitó la ayuda de Stafford. Más tarde Stafford intentó hacer ruidos de locomotora de vapor ya que al ser eléctrico no hace muchos sonidos.
- Marion:  Una excavadora a vapor que no se cansa de hablar, trabaja en la cantera de arcilla junto a Bill, Ben y Timothy.
- Skiff: Un pequeño bote que le pertenecía a Marinero John. Luego fue restaurado y fue utilizado para dar tours.
- Toad: Furgón de cola de Oliver. (Junto a Oliver, es otro de los personajes que se ha salvado de la chatarrería tenía un gris oscuro con la leyenda "scrap" aunque tras su escape, fue pintado de gris claro junto a la leyenda "GW 56831") Su nombre significa sapo en inglés.[5]
- Mavis: Una diésel amable y gentil que trabaja en la cantera. Antes solía no escuchar a los demás, pero luego de provocar que Toby tuviera  un accidente, aprendió a ser más útil. Si bien su base no tiene tapabarros, Mavis fue modificada para trabajar en cantera.

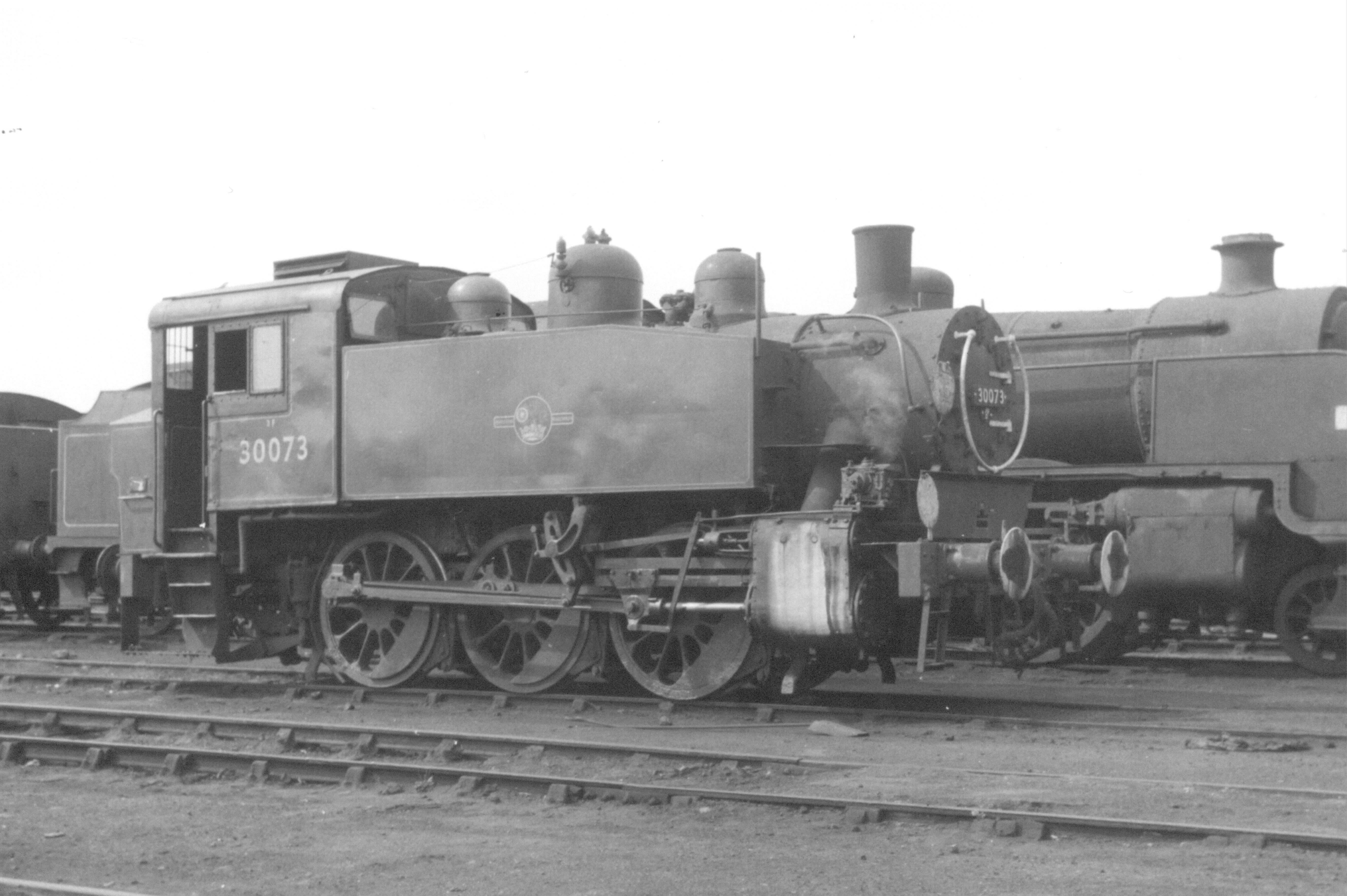
Base de Rosie. SR USA 0-6-0.

- Base de Rosie. SR USA 0-6-0.Rosie: Una locomotora de vapor que idolatra a Thomas, lo que a menudo suele molestarlo, pero muestra ser realmente amable y realmente útil. Es uno de los pocos personajes con dos libreas diferentes, la primera en color rosa con blanco y la segunda con un rojo brillante las siglas N. W. R. y el número 37.

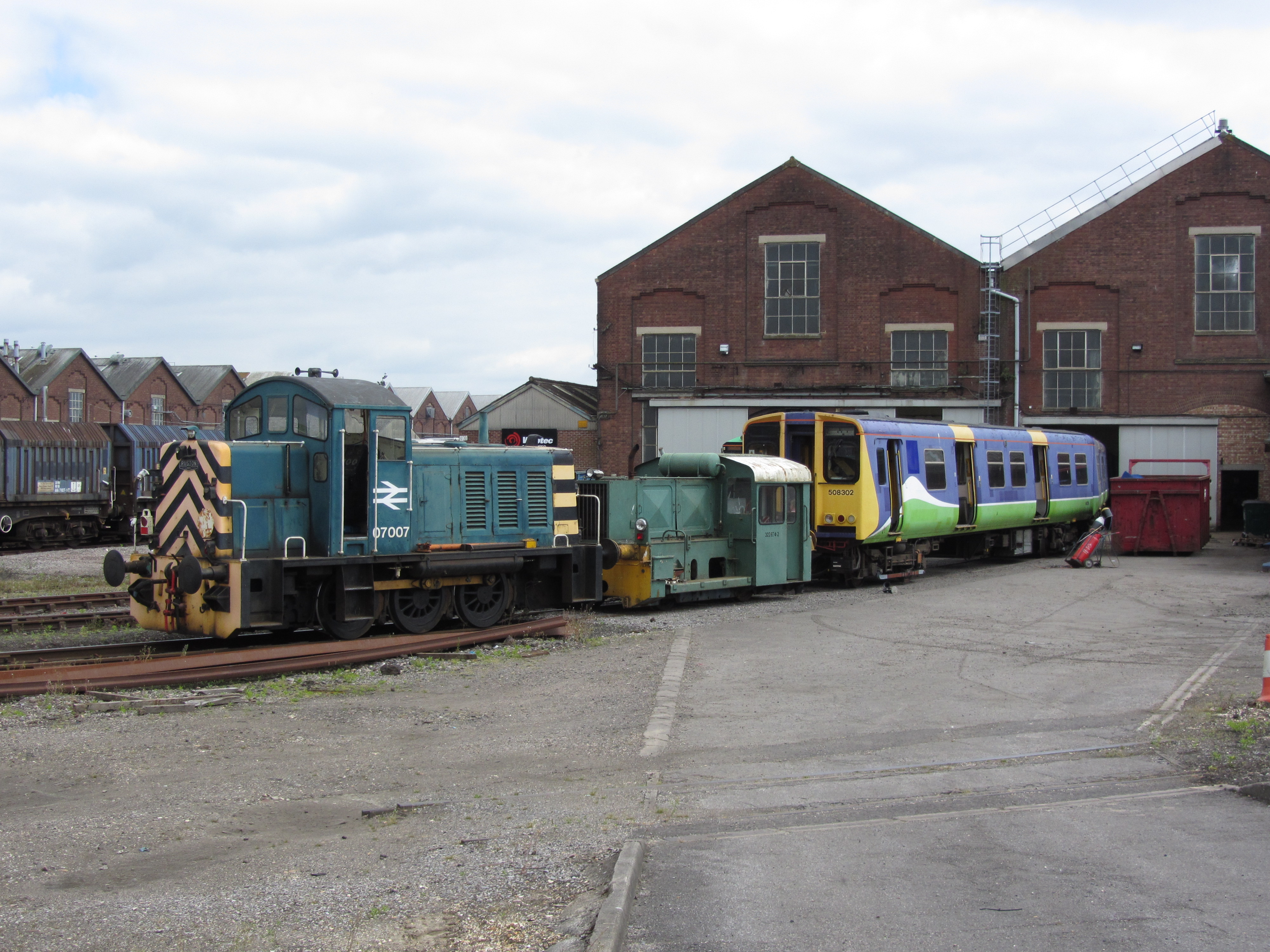
Base de Salty. BR Class 07.

- Base de Salty. BR Class 07.Salty: Una diésel que trabaja en el muelle y le gusta contar historias del mar. A veces sus historias suelen irritar a Cranky y a otras locomotoras. Cuando llegó a Sodor, fue enviado a trabajar en la cantera, pero como recompensa, Sir Topham Hatt lo envió a trabajar a los muelles de Brendam. Su nombre significa salado en inglés.
- Cranky: Una grúa gruñona del muelle. Solía molestar a Thomas y Percy al decirle que eran insectos. Después de su accidente, se llevó mejor con ellos.
- Vagones problemáticos: son como dice su nombre vagones que suelen causar problemas como sacar a la locomotora de las vías o simplemente molestarla.
- Logan: Logan llegó a Sodor en el día del Show de Talentos. Una vez confundió a Edward por Gordon y al revés, lo que hizo que mezclara las personalidades de sus compañeros de trabajo. Pronto Logan se dio cuenta de sus diferencias de ambas locomotoras y arregló el malentendido. Gordon constantemente lo confunde también con ser una locomotora diésel, ya que su estilo lo hace ver actualizado y moderno, pero Gordon aprendió a ser sensible con él y vio que era una locomotora muy útil. Trabajó en la compañía de carbón de Crosby antes de que regresara al continente, después de que su trabajo en Sodor terminó, y Edward le enseñó también cuán útil podía ser el que Logan fuera paciente con los demás. Tiene un silbido parecido al de Toby en la cuarta temporada.

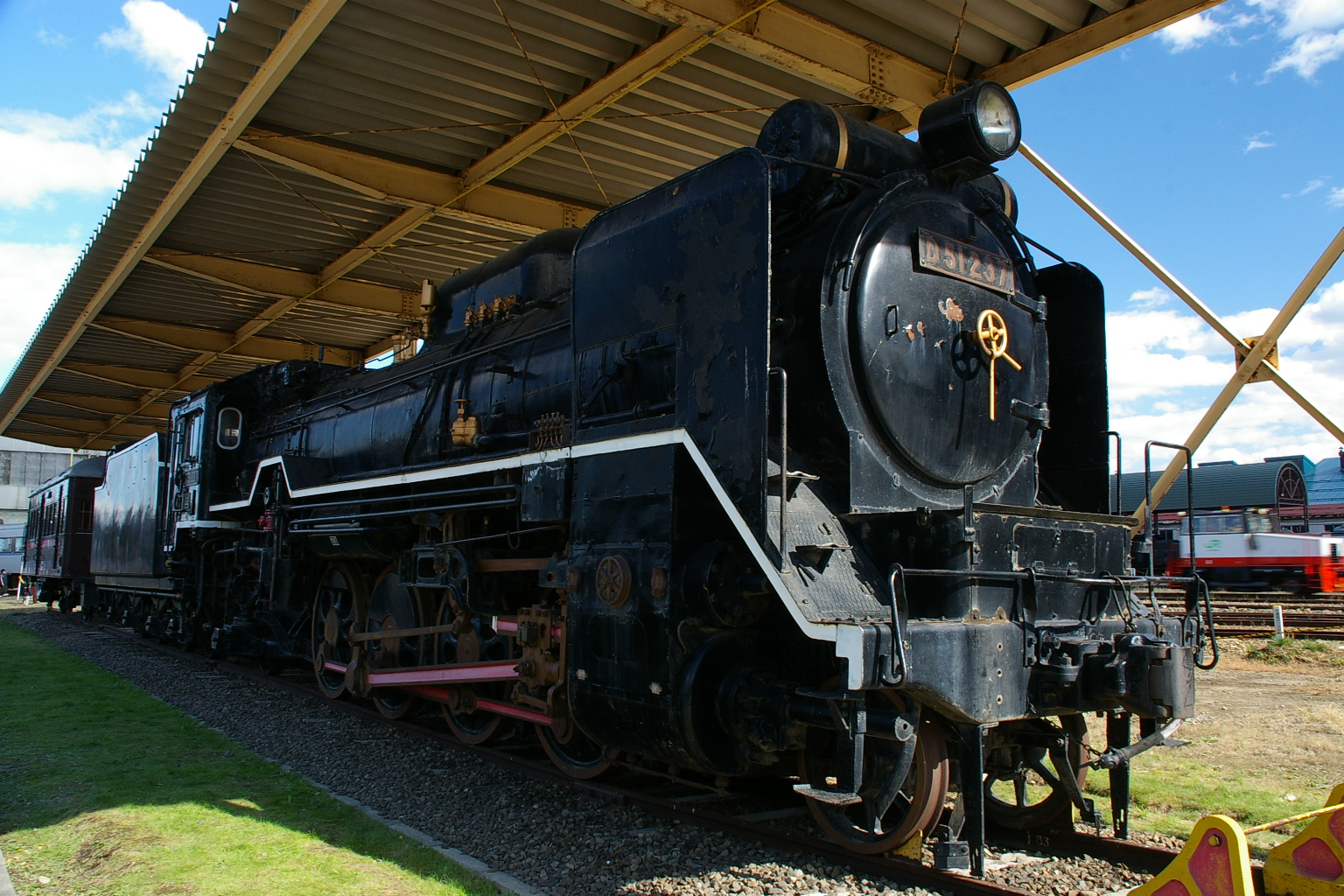
Base de Hiro. JNR D51.

- Base de Hiro. JNR D51.Hiro: Hiro, o también conocido como  "El amo de las vías", es una gran locomotora que porta el número 51. Es una locomotora de carga, extremadamente fuerte. Hizo su primera aparición en "El héroe de las vías" (2009), como la primera locomotora de Sodor traída de Japón. Luego de haber tenido averías y nunca ser reparado, lo dejaron olvidado en una vía muerta en una zona desconocida en la isla de Sodor.

Cuando Thomas lo encontró, se le comunicó a Sir Topham Hatt. Este dio la orden de que se lo arreglara para que demuestre que sigue siendo una locomotora realmente útil. Hiro es una locomotora muy amigable que siempre está dispuesto a ayudar a quien lo necesita. Es una de las locomotoras más poderosas que han aparecido en la serie. Hiro, no trabaja en Sodor, sino en el continente, pero aun así, a él siempre se le encuentra con frecuencia por la isla. Se sabe que Hiro (JNR D51) iba a tener un modelo a escala, pero se necesitaba recalibrarlo de vías estrechas (1.067 mm) a vías estándar (1.435 mm), lo cual generaría un alto coste de producción para el modelo de Hiro, lo cual hizo que nunca llegara a la producción de modelo y se hizo en CGI.

## Derivado
En año 2006 se produjo en medio de la temporada 7 una secuela llamada Jack and the Sodor Construction Company, el cual iba de una excavadora llamada Jack que junto a sus amigos vivirían aventuras en todo tipo de construcciones, aunque HIT Entertainment canceló el derivado debido a tener muchos parecidos con la serie Bob the Builder.

### Películas decine
- Thomas y el Ferrocarril Mágico (2000)
- Próxima Película de Thomas Live Action Dirigida por Marc Forster

### Películasen formatodirect-to-video
- Thomas y sus amigos: ¡Llamando a Todas las Locomotoras! (2005)
- Thomas y sus amigos: El Gran Descubrimiento (2008)
- Thomas y sus amigos: El Héroe de las Vías (2009)
- Thomas y sus amigos: Rescate de la Isla Misteriosa (2010)
- Thomas y sus amigos: Día de los Diésels (2011)
- Thomas y sus amigos: El Misterio de la Montaña Azul (2012)
- Thomas y sus amigos: El Rey de las Vías (2013)
- Thomas y sus amigos: Misterio en las Vías (2014)
- Thomas y sus amigos: La Aventura Comienza (2015)
- Thomas y sus amigos: La Leyenda del Tesoro Perdido de Sodor (2015)
- Thomas y sus amigos: La Gran Carrera (2016)
- Thomas y sus amigos: El Viaje Mas Allá De Sodor (2017)
- Thomas y sus amigos: ¡Mundo Grande! ¡Grandes Aventuras! (2018)

## Narradores
- Ringo Starr (Temporadas 1-2, Reino Unido y Estados Unidos)
- George Carlin (Temporadas 1-4, Estados Unidos)
- Michael Angelis (Temporada 3-16, Reino Unido)
- Alec Baldwin (Temporadas 5-6, Estados Unidos)
- Michael Brandon (Temporadas 7-16, Estados Unidos)
- Mark Moraghan (Temporada 17-21, Reino Unido y Estados Unidos)
- Pierce Brosnan (El Gran Descubrimiento, Reino Unido y Estados Unidos)

## Comercialización

### Mercadeo
Un amplio rango de productos de merchandising han sido sacados a la venta tras el éxito de la serie televisiva. Entre los más populares se encuentran los modelos de los personajes, los que han sido producidos en diferentes formatos, algunos incluyéndose en líneas férreas de juguetes. Otros productos populares incluyen videos, libros y revistas, juegos de computador, audiolibros, libros para pintar, rompecabezas, juegos de mesa, artículos de librería, y prendas de vestir.

### Parques de diversiones
En el verano boreal de 2007 se abrió Thomas and Friends Land en el parque de diversiones Six Flags Discovery Kingdom de Vallejo, Estados Unidos, a cerca de 30 millas al norte de San Francisco.
En marzo de 2008, dentro del parque de diversiones Drayton Manor de Staffordshire, Inglaterra, abrió sus puertas Thomas Land, de cerca de seis mil metros cuadrados, el que incluye los principales paisajes en donde se ambienta la serie, así como sus personajes.